# Palais du Trocadéro
Ne doit pas être confondu avec Palais de Chaillot.
Pour les articles homonymes, voir Trocadéro.
Vous lisez un « bon article » labellisé en 2015.
Le palais du Trocadéro est un édifice de la seconde moitié du XIXe siècle, de tendance éclectique, d'inspirations mauresque et néo-byzantine. Situé dans le 16e arrondissement de Paris, sur la colline de Chaillot, entre la place du Trocadéro et les jardins du même nom, il était composé d'une salle de spectacle de 4 600 places prolongée de chaque côté par deux ailes courbées, accueillant chacune un musée (le musée des monuments français et le musée d'ethnographie), ainsi que des salles de conférences.
Construit à l'occasion de l'Exposition universelle de 1878, il n'est pas destiné à survivre à l'événement ; si le bâtiment est finalement conservé pendant une soixantaine d'années, il est l'objet de nombreuses critiques concernant son style architectural, son progressif délabrement et la mauvaise acoustique de sa grande salle, rapidement désertée par les orchestres. Il est démantelé en 1935 en vue de l'Exposition universelle de 1937, afin de laisser la place à un nouvel édifice, le palais de Chaillot.

## Histoire

### Passé du site

#### Projets

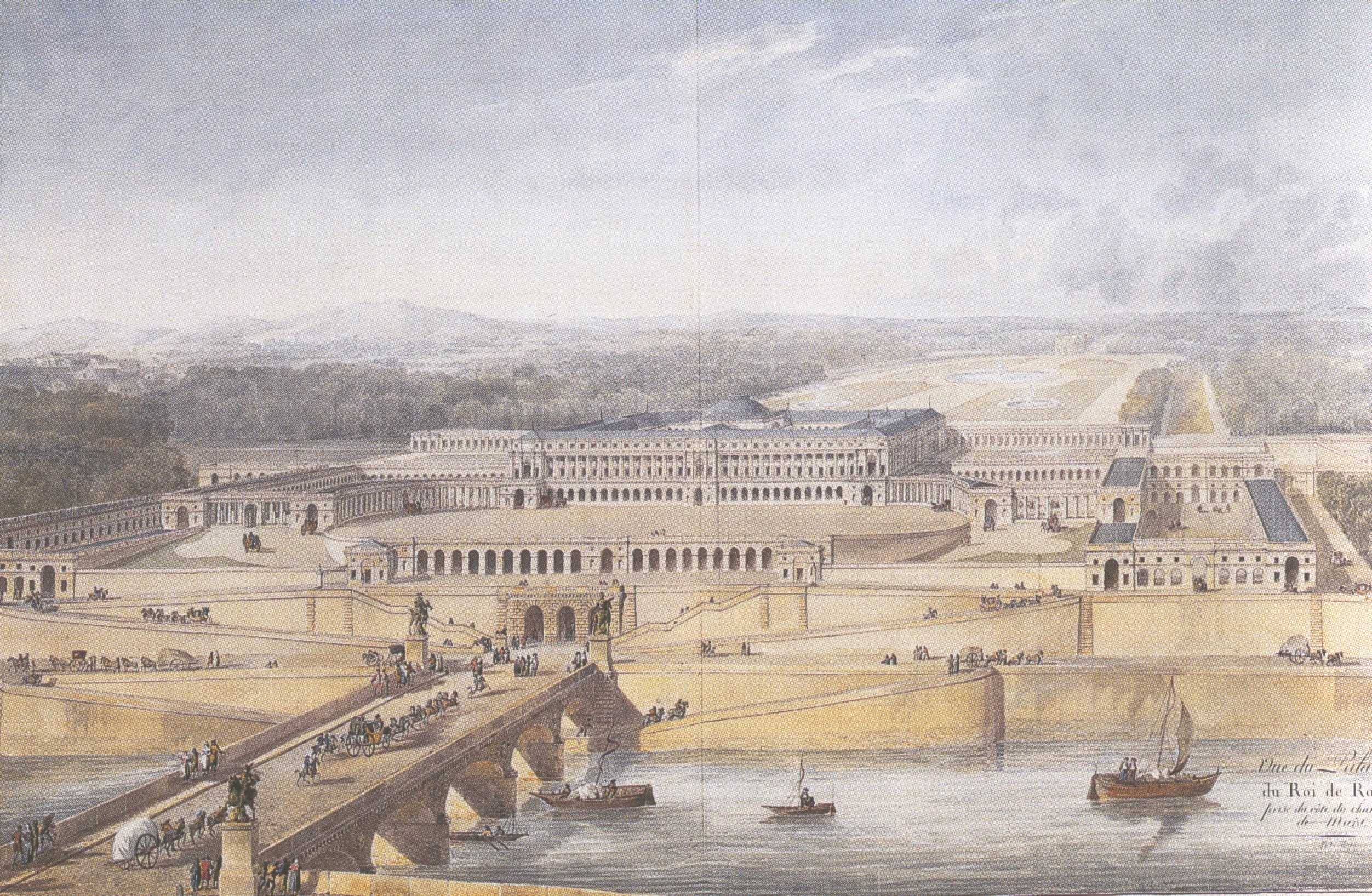
Vue d'artiste de ce qu'aurait donné la construction du palais du roi de Rome.

Plusieurs bâtiments et projets architecturaux se sont succédé à l'emplacement où a été élevé le palais du Trocadéro. À l'origine, les lieux font partie de l'ancien domaine du maréchal de Bassompierre, compagnon d'armes d'Henri IV. En 1651 est fondé par Henriette-Marie de France un couvent de l'ordre de la Visitation, détruit pendant la Révolution française.
En février 1811, l'empereur Napoléon Ier décide la construction sur le site du palais du roi de Rome, un édifice projeté pour être la résidence de son fils (soit un mois avant la naissance de celui-ci). Il doit être le centre d'une cité impériale administrative et militaire,,. Les architectes chargés du projet sont Charles Percier et Pierre-François-Léonard Fontaine.
Autre projet, envisagé par Antoine-Marie Peyre en 1824, la « villa Trocadéro » est un projet urbanistique centré sur une place semi-circulaire, organisé autour de la commémoration de la victoire récente au Trocadéro en Espagne par le duc d'Angoulême en 1823, laissant aux acquéreurs des parcelles le choix de l'architecture,. En 1839, Camille Moret conçoit pour les lieux un projet de tombeau pour Napoléon Ier et, en 1841, Hector Horeau propose d'ériger une statue colossale de l’Empereur de 30 mètres de haut,.
Le sculpteur Antoine Étex, après avoir proposé en 1848 un monument à la Liberté,, envisageait en 1858 un « phare ou fontaine monumentale » au centre d'une place circulaire accueillant le palais impérial et les hôtels des ministères. En 1868, Hector Horeau propose un nouveau projet envisageant une statue colossale de la « France intelligente éclairant le monde ». Mais rien de tout cela ne fut réalisé.

#### Le «Trocadéro»
Le nom de « Trocadéro » provient du fort du Trocadéro, qui défendait le port espagnol de Cadix. En effet, le 31 août 1823, il est enlevé par le corps expéditionnaire français commandé par le duc d'Angoulême, qui avait été envoyé par son oncle, le roi de France Louis XVIII, pour rétablir le roi Ferdinand VII sur son trône d'Espagne. Le site du Trocadéro fait donc référence à une victoire militaire française. En 1826, au cours d'une reconstitution de ce fait d'armes lors d'une parade militaire devant le roi de France Charles X, la configuration des lieux sert à figurer cette bataille : la colline de Chaillot représente le « fort du Trocadéro » et doit être alors « conquise » à partir du Champ-de-Mars d'où partent les « troupes » françaises (un fort en carton-pâte est construit sur la colline).
Puis on élève sur place un arc de triomphe provisoire et on pose la première pierre d'une caserne militaire qui ne voit finalement jamais le jour. L'obélisque qui devait également surgir au centre de la colline ne dépasse pas lui non plus le stade de projet. Les bonapartistes proposent même d'ériger le tombeau de l'Empereur en ces lieux, avant que les cendres ne trouvent leur place à l'hôtel des Invalides.
Cependant, le sommet de la colline reste à l'état de friche jusqu'à son arasement et son nivellement pour la création de la place du roi de Rome (place du Trocadéro) en 1869 et également le terrain en contrebas jusqu'à l'aménagement des jardins du Trocadéro en 1876.

### Le bâtiment de l'exposition universelle de 1878

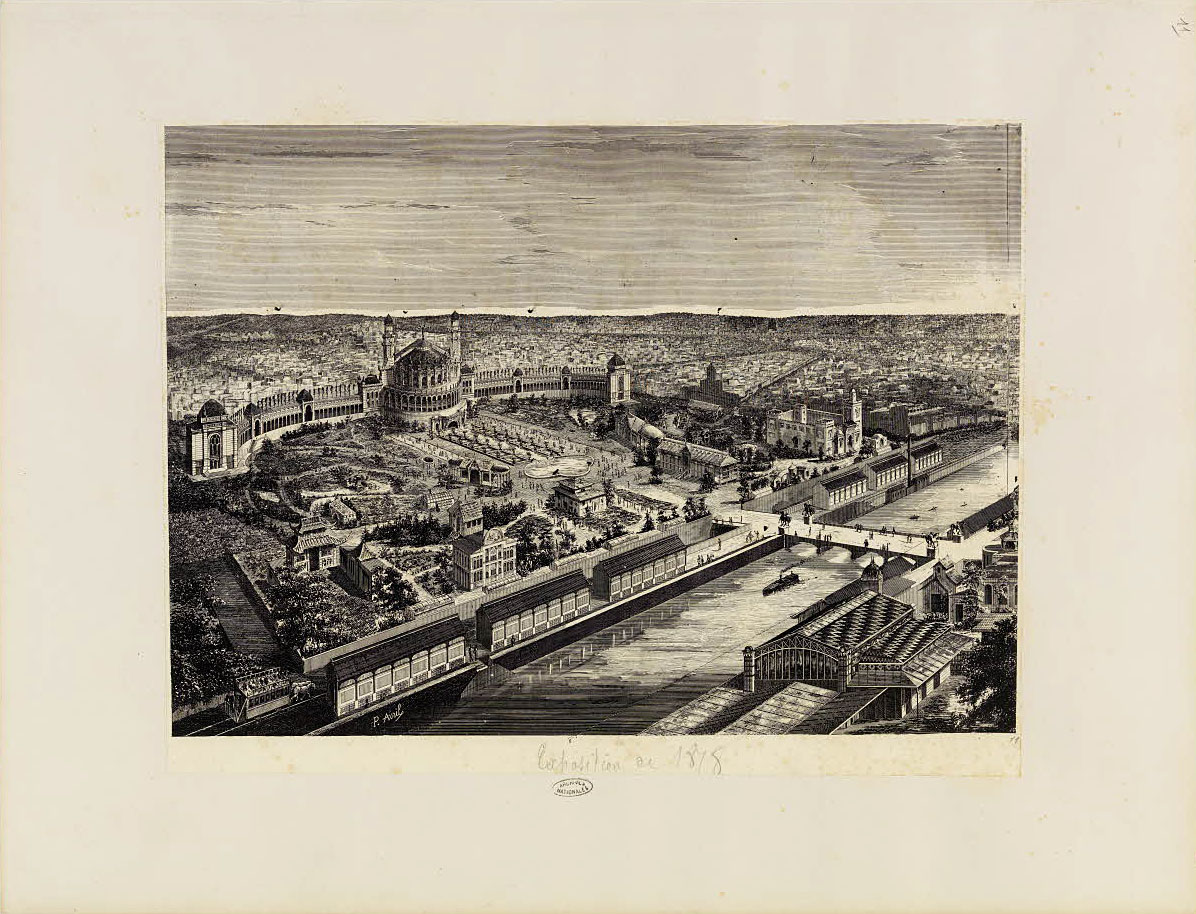
Exposition universelle de 1878. Vue panoramique de la partie centrale de l'exposition (Archives nationales - F/12/11919 - Pièce 11).

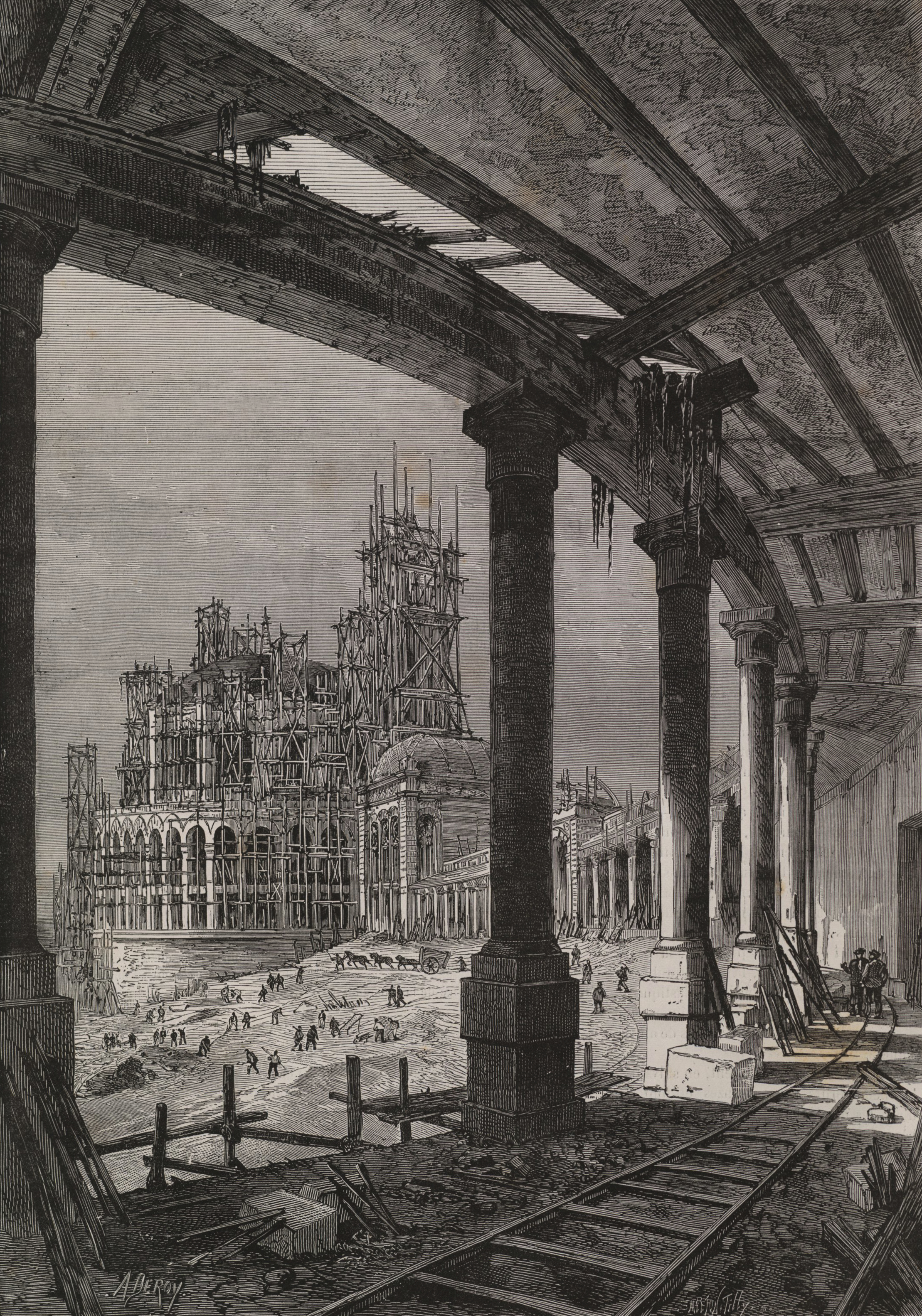
Travaux du palais en 1878.

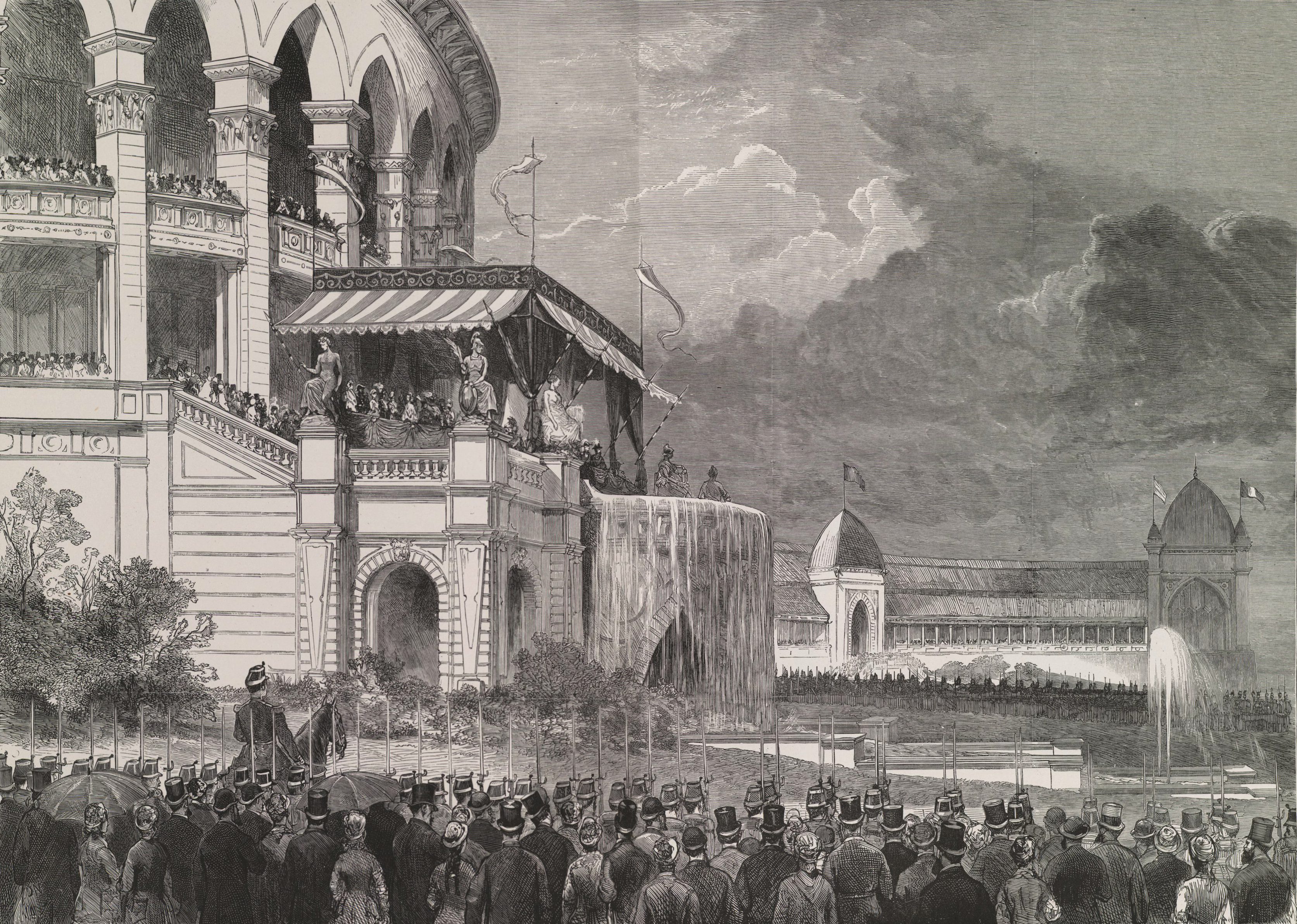
Le président de la République Patrice de Mac Mahon inaugure l'exposition universelle de 1878 du haut du palais du Trocadéro.

Dès le milieu des années 1860, la colline de Chaillot subit des « travaux de terrassement et de nivellement », afin de servir de panorama aux installations de l’exposition universelle de 1867 situées sur Rive gauche et de constituer le parc du Champ-de-Mars. La place qui s'appelle alors encore « place du roi de Rome » est reliée au pont d'Iéna par un escalier en granit.
Dès 1876, on parle d'aménager les lieux pour l'exposition universelle de 1878. Il est alors projeté dans le programme du Concours pour l'exposition universelle de 1878 d'édifier une « formidable salle de réunions publiques et de solennités ». Le palais est conçu par les architectes Gabriel Davioud et Jules Bourdais, s'inspirant de la Giralda de Séville, du Palazzo Vecchio de Florence et surtout d'un projet du baron Haussmann datant de 1864, une salle de 10 000 personnes, l'Orphéon, qui aurait dû voir le jour place du Château d'Eau. Il est le fruit d'un concours, dont les exigences sont la présence d'une salle des fêtes de 10 000 places et de galeries d'exposition ; 94 équipes s'étaient présentées, mais le projet Davioud-Bourdais était en fait déjà retenu. Celui-ci comporte deux ailes, en forme de demi-cercle, reliées par une partie centrale, circulaire et flanquée de deux tours, dans le style mauresque ou néo-byzantin ; du côté de la place, le pignon est « à la flamande », même si d'autres commentateurs évoquent moins l'orientalisme du projet qu'un style fantaisiste, désormais propre à toutes les expositions universelles depuis le Crystal Palace de Londres, en 1851.
Les travaux du palais du Trocadéro ont lieu entre novembre 1876 et juin 1878 ; en 1877 la place est rebaptisée « place du Trocadéro » alors qu'en juillet de la même année, « le portique à deux étages du corps central est achevé tandis que l'érection des murs délimitant les hautes fenêtres est en cours ». Les moyens de l’époque obligent encore les ouvriers à manœuvrer sur des « échafaudages de bois montés en charpente ». En octobre, la toiture commence à être posée et le lit de la cascade creusé à la mine (cette cascade descend du corps central aux jardins sous la forme d'une fontaine).

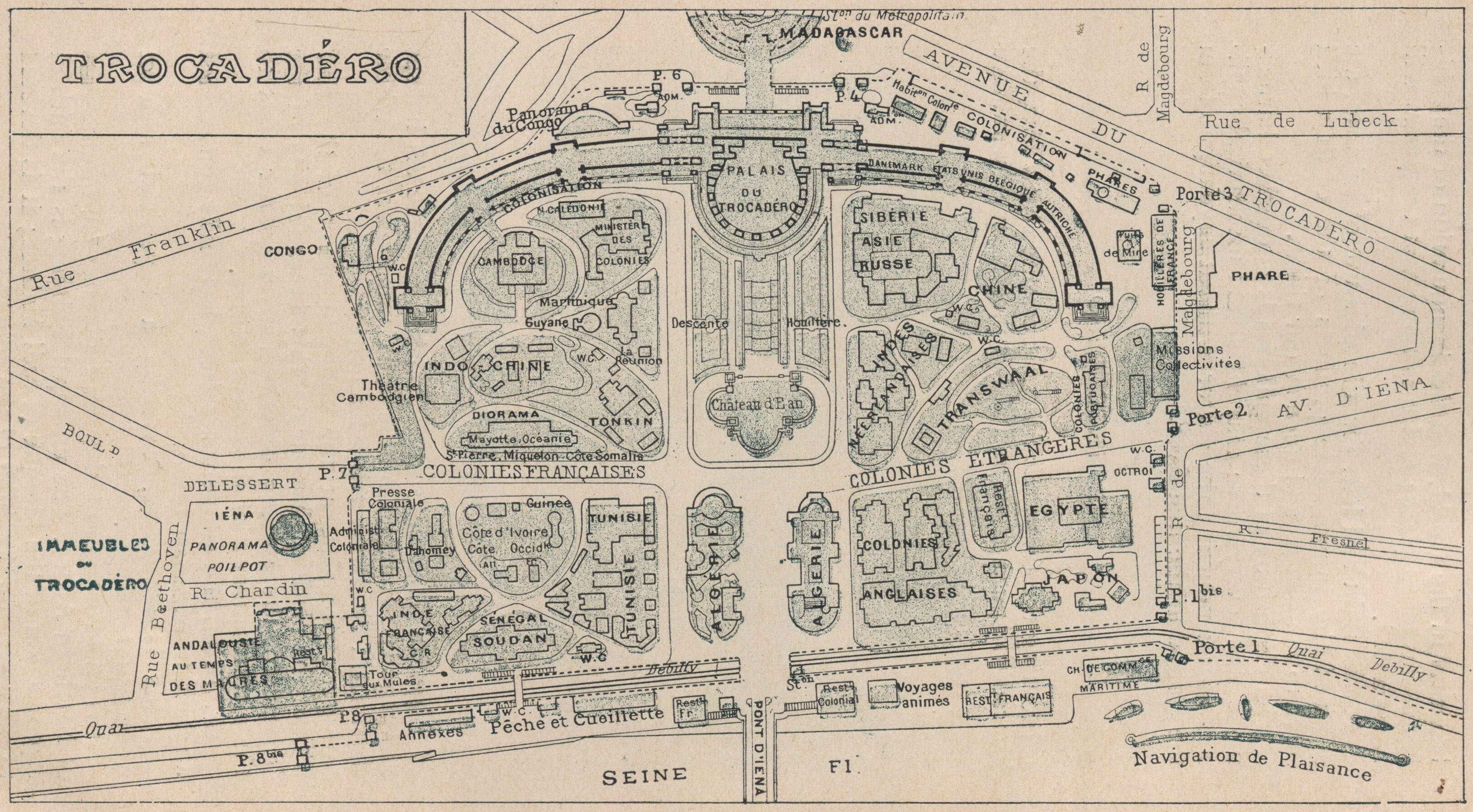
Plan des pavillons d'exposition dans les jardins du palais pour l'exposition universelle de 1900.

Le palais du Trocadéro n’a pas vocation à dépasser le stade de l’exposition, mais finalement il subsiste, du fait de son coût beaucoup plus élevé que les projections de départ (douze millions de francs or au lieu de sept millions et demi, ce qui avait par la suite conduit la Ville de Paris à se désengager du chantier, au profit de l'État.
Le palais du Trocadéro accueille également les expositions universelles de 1889 et de 1900, dont les installations sont surtout réparties sur le Champ-de-Mars (la plus notable étant la tour Eiffel, construite elle aussi initialement de façon éphémère). Le 15 avril 1889, un supplément du Figaro note : « Si l'on tient à bien se rendre compte de l'ensemble de l'exposition universelle, le meilleur moyen est de se placer au point central du palais du Trocadéro, au milieu de la galerie circulaire qui domine les statues dorées des cinq parties du monde. De là, le panorama est magnifique ». Lors de l'exposition de 1900, les pavillons des colonies et protectorats français sont installés dans les jardins du palais et le pont d'Iéna est « élargi au moyen de trottoirs en bois » (il est complètement agrandi en 1935, de 14  à   35 mètres).

### Un palais de musées décrié

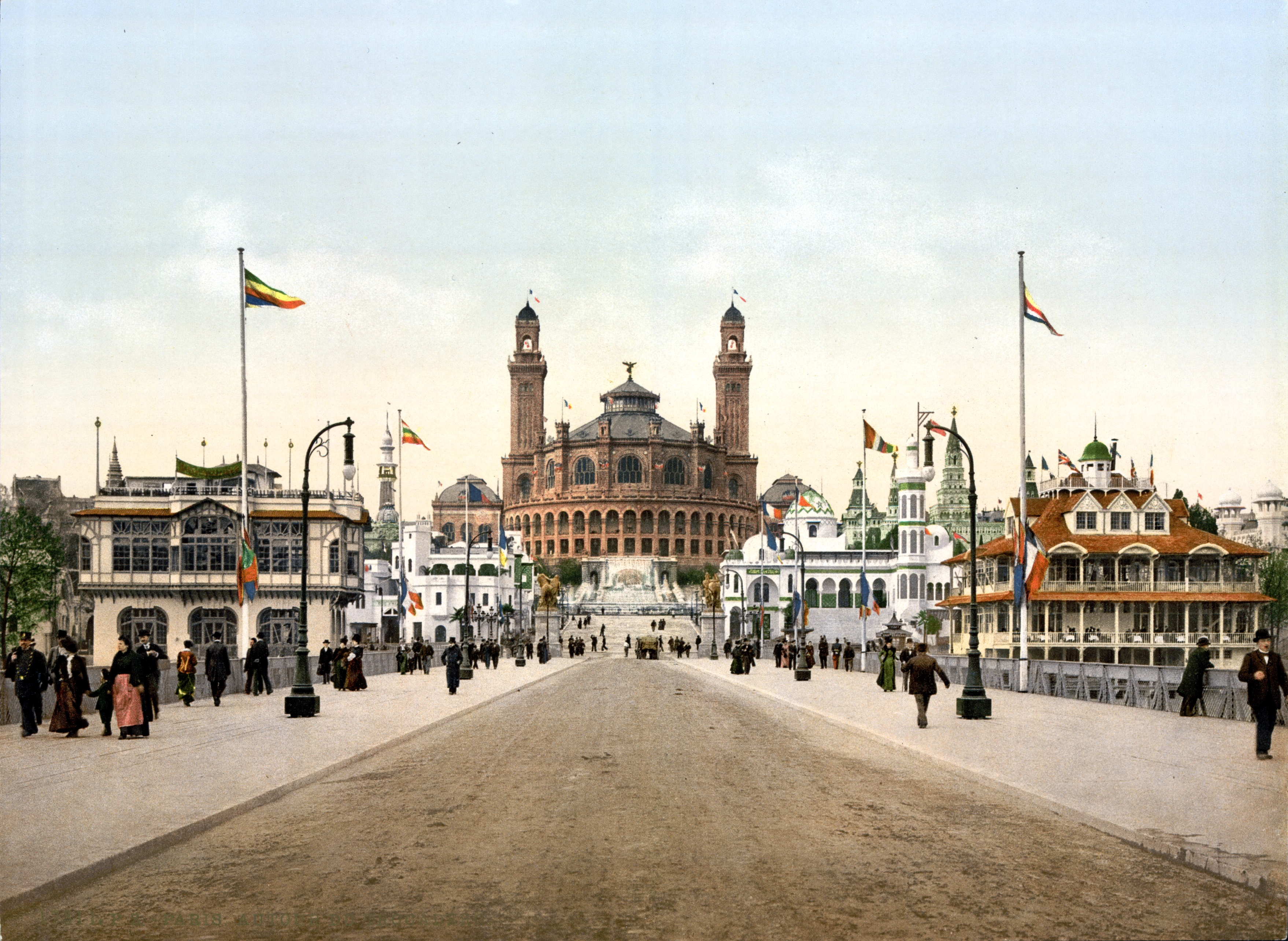
Le palais lors de l'Exposition universelle de 1900 ; au premier plan, les pavillons des puissances invitées.

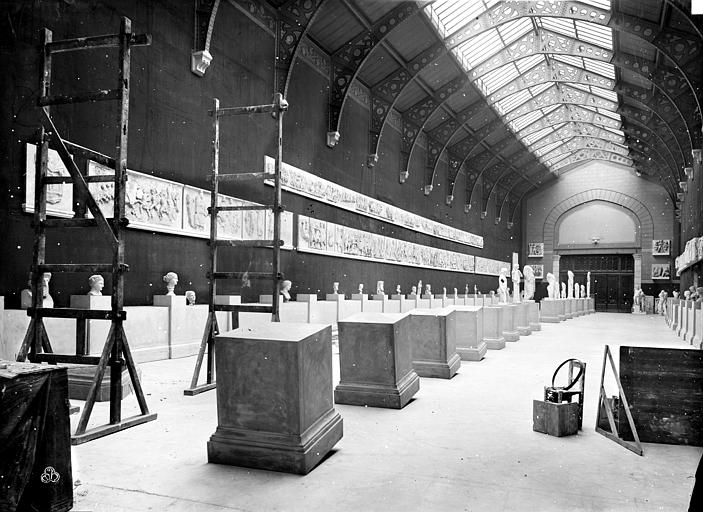
Une salle d'exposition du musée des Monuments français (musée de sculpture comparée).

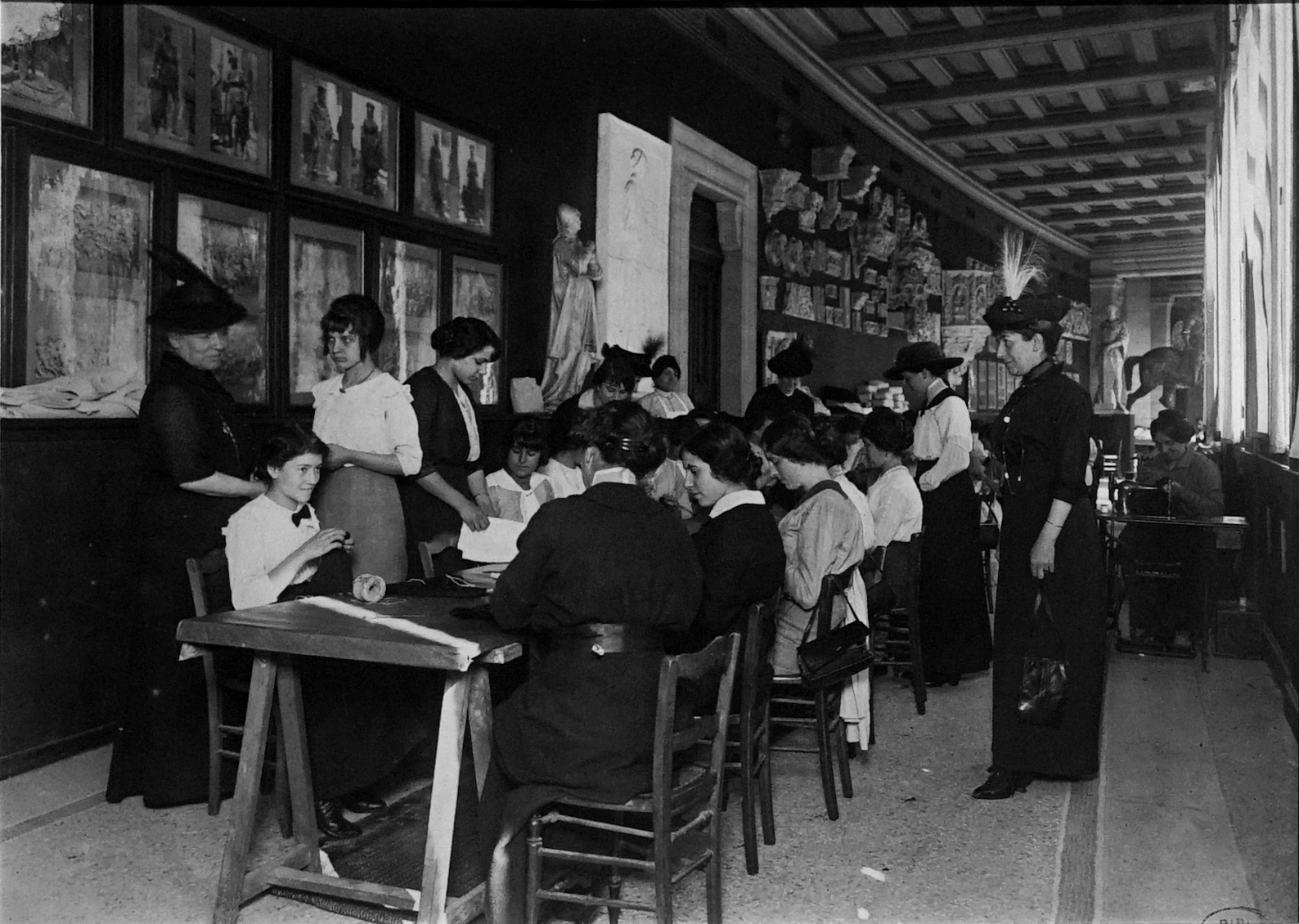
Ouvroir de Mme de Talleyrand le 5 octobre 1914, dames de charité offrant un repas et du travail aux femmes.

Le palais accueille le musée des Monuments français, créé en 1879 par Eugène Viollet-le-Duc, ainsi que le premier musée parisien d'ethnographie, fondé par Ernest Hamy, ancêtre du musée de l'Homme. Les jardins du Trocadéro sont dessinés par Adolphe Alphand. À partir de 1880, un observatoire populaire, fondé par Léon Jaubert, y était installé. Entre 1878 et 1925, un musée indochinois, conséquence des découvertes de l'explorateur Louis Delaporte, occupe un tiers de l'aile Passy du palais ; les objets présentés sont ensuite transférés au musée Guimet, sauf 624 plâtres du temple d'Angkor qui restent au Trocadéro, donnés en 1936 au musée des Monuments français, qui se trouve dans le nouveau palais de Chaillot,.
Contrairement à d'autres monuments parisiens décriés au départ, mais rapidement acceptés par les élites et la population (l'opéra Garnier ou la tour Eiffel), le palais du Trocadéro fait l'objet de nombreuses et récurrentes critiques dans les décennies qui suivent sa construction : le désamour d'architectes et d'écrivains, un style jugé obsolète et l’acoustique de la salle des fêtes.
Eugène Viollet-le-Duc s'en fait néanmoins le défenseur, mais il meurt en 1879. La presse et diverses personnalités se moquent du bâtiment, à l'image de l'humoriste Touchatout qui compare la statue surplombant le dôme de la salle des fêtes à une « mouche sur le couvercle d'une soupière » ou de Joris-Karl Huysmans qui parle du palais comme d'un « ventre de femme hydropique couchée », tandis que l'écrivain André Billy déclare « À bas le Trocadéro ! ». Même lors de sa destruction, peu de voix s'élèvent pour protester : Julien Green parle d'abominations mauresques, et l’architecte moderniste Georges-Henri Pingusson s'enthousiasme de voir que l'exposition de 1937 a « le mérite de libérer un des plus beaux sites de Paris en démolissant le bâtiment central qui l'enlaidissait et l'obstruait à la fois ». Le public[Qui ?] réagit également contre les ornementations délabrées, qui, prévues pour la seule exposition de 1878, n'avaient pas été conçues pour durer si longtemps. Les courants d'air des galeries et l'acoustique de la grande salle posaient aussi un problème récurrent depuis la construction de l'édifice, malgré plusieurs tentatives d'y remédier. C'est en fait l'architecture même de la salle qui fait défaut. Cette conclusion pousse les architectes à opter pour la destruction de la salle des fêtes tout en conservant les deux ailes en 1937.
Le site est déjà, dans l'entre-deux-guerres, appelé le « vieux Trocadéro ». Il fait dès 1932 l'objet de spéculations quant à son avenir, afin de préparer l'exposition internationale de 1937 grâce à un « concours d'idées » : si le premier projet prévoyait que l'exposition aurait lieu à l'extérieur de Paris, une étude publiée l'année suivante évoque pour la première fois la destruction du palais et l'organisation de l’événement sur un axe Champ-de-Mars/Trocadéro. En automne 1933, Anatole de Monzie, ministre de l'Éducation nationale, qui supervise alors le domaine de la Culture, soutient un projet prévoyant la construction, à la place du palais, d'une Cité des musées, « centrée sur une vaste esplanade à la fois ouverte et couverte par un gigantesque portique de 190 mètres de large, rythmé par des colonnes de 23 ».
Mais, les difficultés économiques s'amoncelant, l'État choisit finalement de « camoufler » l'ancien palais, une solution moins coûteuse. Huit projets sont retenus en janvier 1935, remporté par le trio Carlu-Boileau-Azéma, qui prévoit un camouflage permanent permettant de conserver l'armature des ailes (à l'origine, les deux tours devaient aussi rester). Ce qui est alors en passe d'être l'ancien palais du Trocadéro survit donc en partie, la surface gagnée sur les ailes côté jardin faisant passer la surface au plancher de 17 000  à   41 000 m2, les murs et les colonnes étant recouverts côté rue par des plaques de pierre, l'intérieur par des cloisons et les mosaïques du sol par un nouveau revêtement. La nouvelle salle des fêtes sera désormais sous terre.

### Destruction du palais

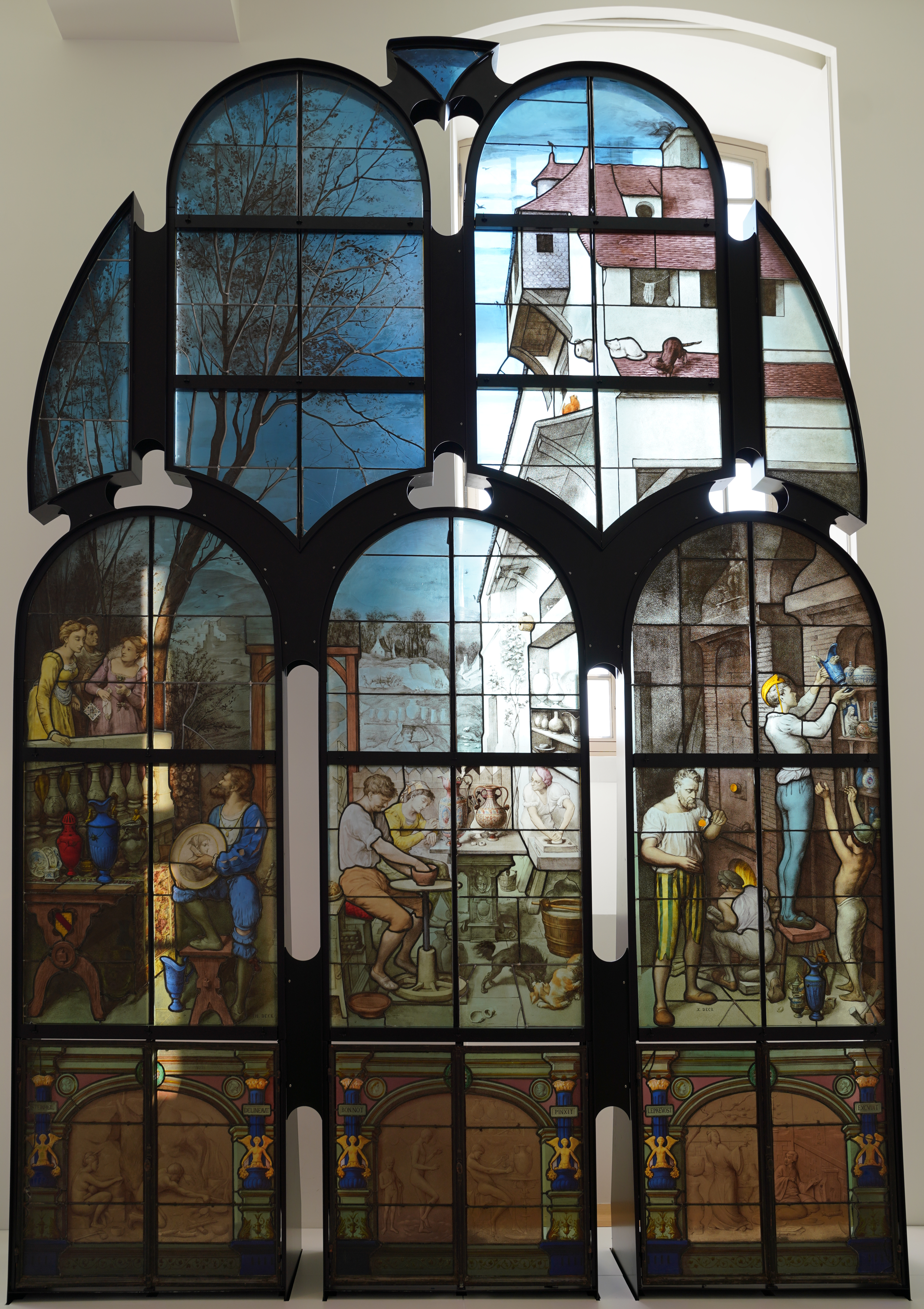
Vitrail du palais déposé et exposé à la Cité du Vitrail (Troyes) en 2023.

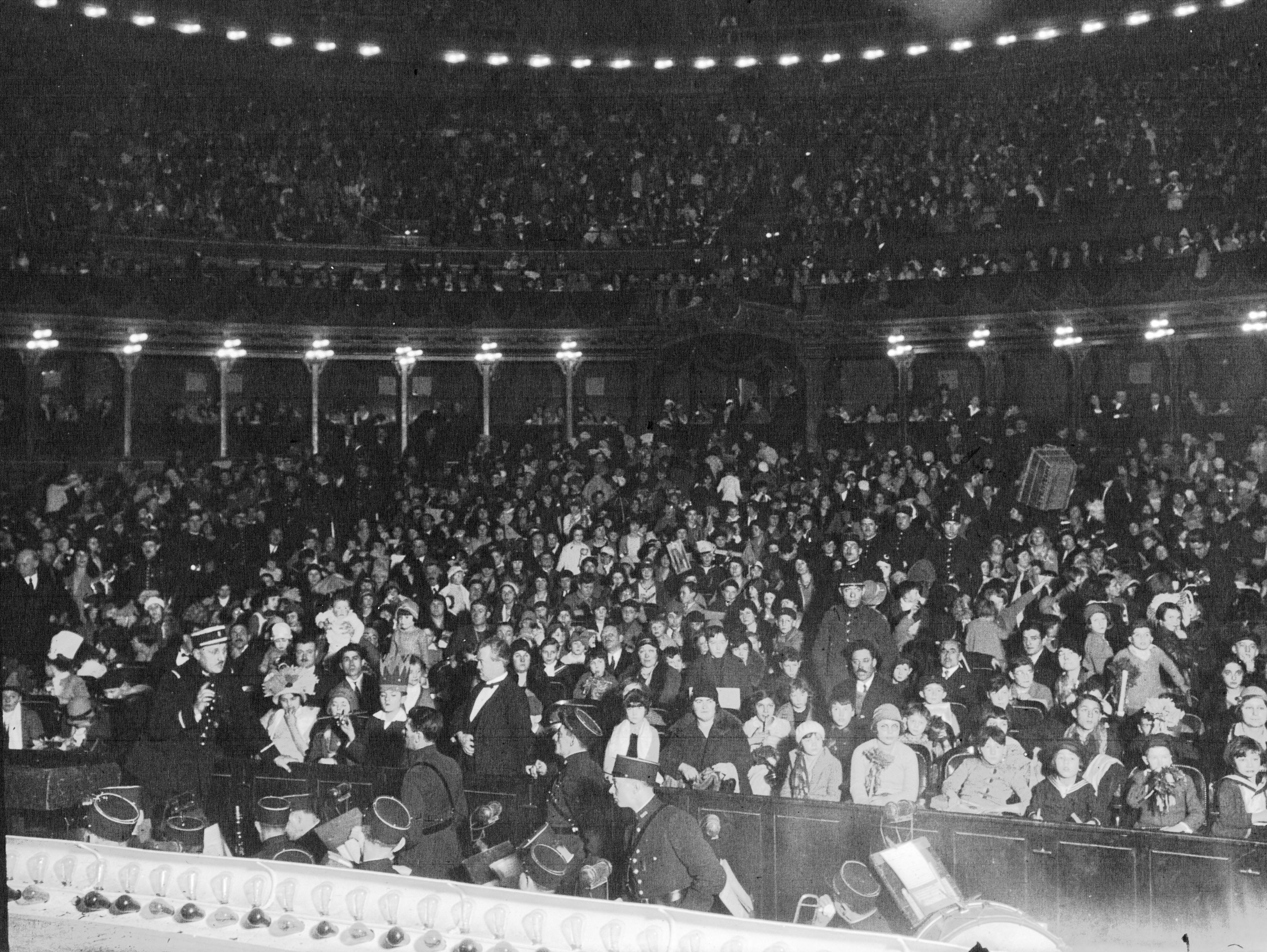
Fête de Noël 1932 dans la grande salle du palais du Trocadéro.

Le palais est finalement détruit, remplacé par le palais de Chaillot bâti pour l'exposition spécialisée de 1937, qui reprend l'essentiel de l'ossature de l'ancien édifice, sauf la partie centrale du palais du Trocadéro, qui laisse la place à une esplanade. Sont également conservées les « fermes métalliques curvilignes en tôle découpée de la charpente », visibles dans la galerie des moulages du musée. La destruction des deux tours est retardée en raison de la difficulté à trouver des ouvriers qui n'ont pas le vertige, ainsi que de revendications syndicales demandant que les 80 ouvriers à l'œuvre « obtiennent le paiement du supplément horaire d'usage pour travail dangereux et l'application stricte des huit heures de travail journalier ». Lors de la grève générale de 1936, les ouvriers de l'ensemble du chantier entrent en grève le 8 juin ; le Petit Journal note : « Les quelque mille ouvriers travaillant sur le chantier de l’exposition se sont, comme leurs camarades des usines et des magasins, croisé les bras. Mais, plus heureux que les autres grévistes, ils sont au grand air et disposent pour s'y étendre des jardins agréables et verdoyants qui entourent le Trocadéro. Ce bâtiment à moitié démoli est une sorte de ruine incohérente. Sur le haut des murailles et des charpentes restées debout, les ouvriers, dont la silhouette se découpe sur le ciel, chantent et gesticulent. Ceux, les plus nombreux, restés en bas, tâchent de tuer le temps. Assis sur des piles de matériaux, la plupart conversent avec animation. D'autres, sous les arbres, sommeillent. D'autres encore, autour d'un chef d'orchestre improvisé, s'essayent à des chœurs. Il en est qui tendent aux passants un tronc de fer-blanc ».
Les architectes Jacques Carlu, Louis-Hippolyte Boileau et Léon Azéma sont chargés du projet. Ils choisissent d'« enchemiser » les ailes de l'ancien palais en les « doublant par une nouvelle galerie du côté Seine », mais de détruire la salle de spectacle et des deux tours pour les remplacer par une simple esplanade, dans l'« axe tour Eiffel-École militaire » alors qu'une « nouvelle salle de théâtre [est] aménagée sous ce parvis ». Le style du nouveau palais est « monumentaliste néo-classique ». La superficie du nouveau palais est portée à 41 000 m2, contre 17 000 auparavant.
La revue La Nature note, dans son numéro du second semestre de 1936 : « Un coup de mine dans les arcades du Trocadéro : construit pour durer des siècles, l'ancien palais aura été abattu au bout de cinquante-sept ans ».

## Architecture

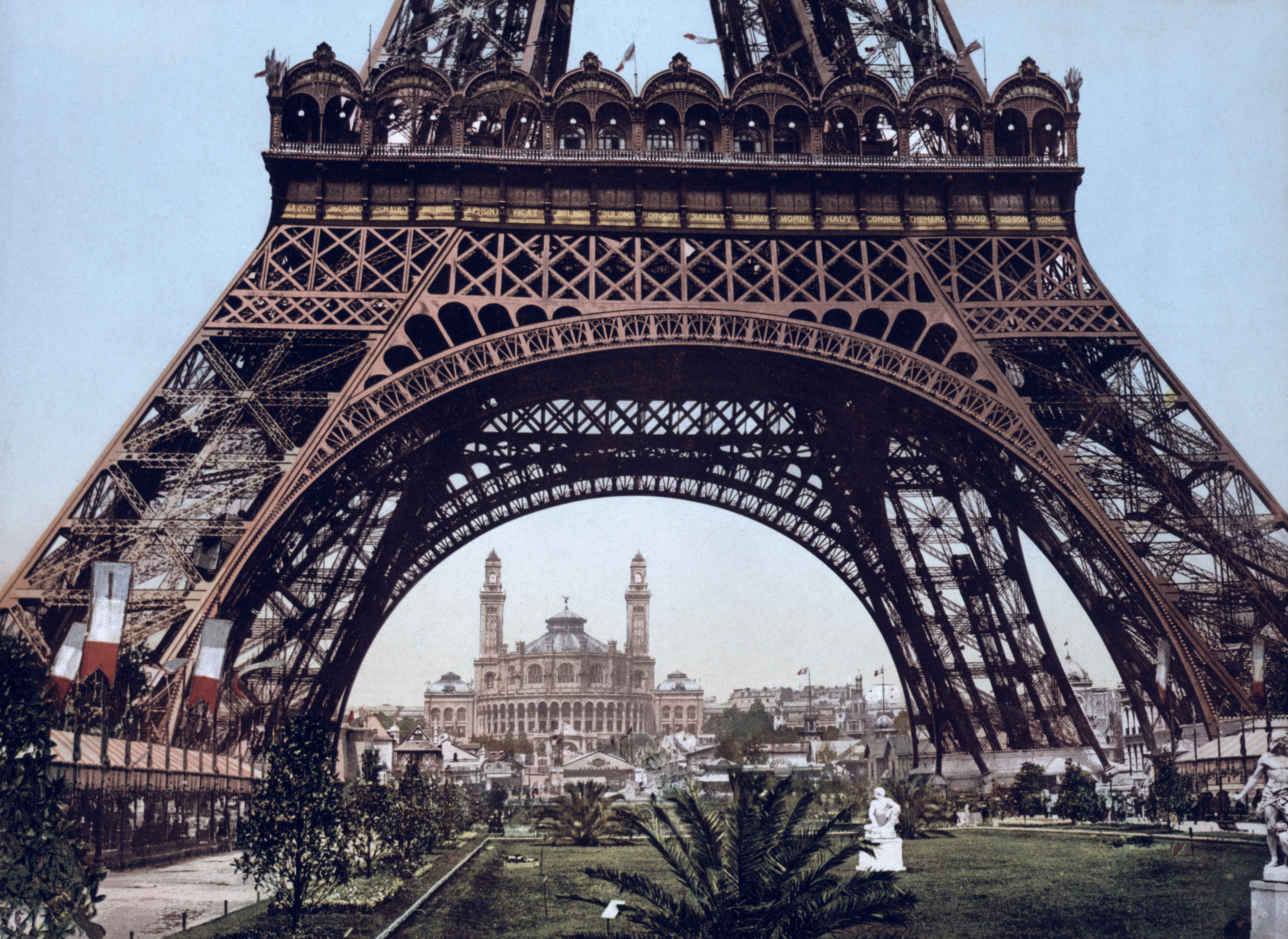
La tour Eiffel et au fond, le palais du Trocadéro, à la fin du XIXe siècle.

### Le palais

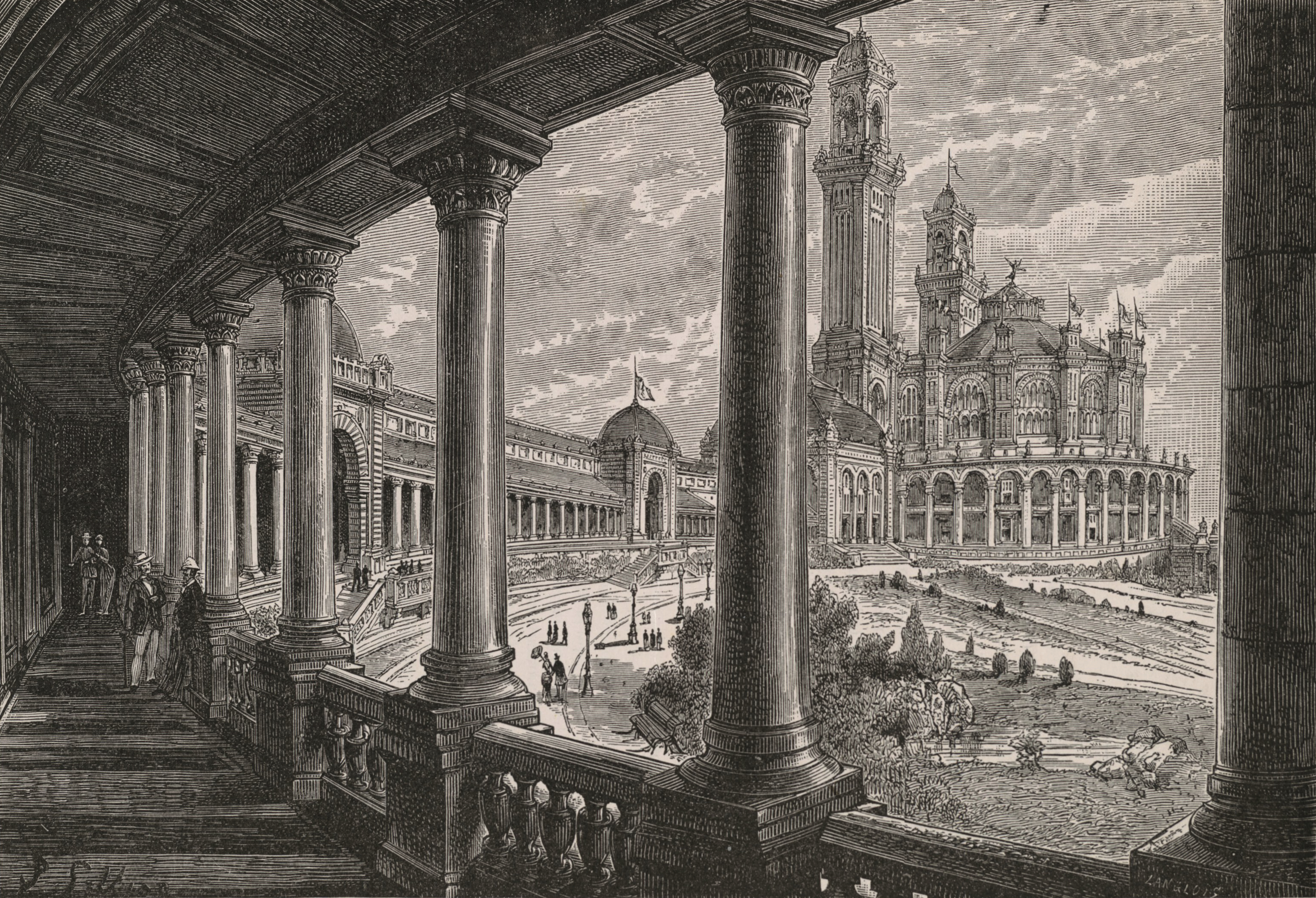
Le promenoir avec les colonnades, en 1889.

Le palais du Trocadéro est un bâtiment dont l'usage n’est pas nécessairement conforme à son nom (palais), dans la mesure où il abrite une salle de spectacles. Cette salle « est flanquée par deux tours carrées d'une hauteur de plus de 80 mètres [82,50 mètres]. De part et d'autre, deux longues ailes curvilignes portaient le développement de la façade à 430 mètres » ; deux pavillons font la jonction entre la salle des fêtes et ces ailes, afin d'opérer une transition visuelle entre la grande salle et les fines ailes. Les deux ailes font chacune 200 mètres de long, et constituent deux galeries (l'aile de Passy et l'aile de Paris) ponctuées par deux pavillons intermédiaires et terminées par un pavillon de tête : l'architecte Gabriel Davioud dit à leur sujet que ces deux pavillons de tête surplombés par un dôme d'ardoise aux arêtes dorées doivent être « être assez massifs pour bien arrêter l'œil aux extrémités, et, cependant, ne pas lutter avec la masse centrale [la rotonde] qui constitue la raison d'être de l'ensemble »,. Des salles de conférence sont présentes dans les ailes, lesquelles, côté jardin, présentent un portique soutenu par des colonnes de marbre sur toute sa longueur - salle des fêtes comprise -, librement ouvert au public ; ces galeries sont rapidement munies d'éclairage et pour celles de la salle des fêtes, fermées par la suite par des menuiseries vitrées,.
« Du côté de la place du Trocadéro, un mur-pignon à échelons d'inspiration flamande recevait le mur de scène de la grande salle de concert du palais. Dans l'état projeté, un ascenseur et un escalier hélicoïdal permettaient au public d'accéder au sommet de chacune des tours dont il était flanqué », bien qu'un système d'ascenseurs avait été prévu sans néanmoins voir le jour. Ces deux tours coiffées de dômes dorés sont alors les plus hautes tours de France (celles de la cathédrale Notre-Dame de Paris ne culminent qu'à 66 mètres). Beaucoup de commentateurs les associent architecturalement à des minarets.
Les architectes ont fait le choix de jeu de couleurs polychromes, par exemple un enduit rouge pompéien sous les portiques, avec le marbre du Jura des colonnes des vestibules, au niveau des pavillons de têtes. Certains sols sont composés de mosaïques magnifiques, réalisées par la même entreprise qui s'est chargée du somptueux opéra Garnier. On note également la présence d'autres éléments peu communs, tels que les pavés de verre ou bien les vitraux.

### La salle des fêtes

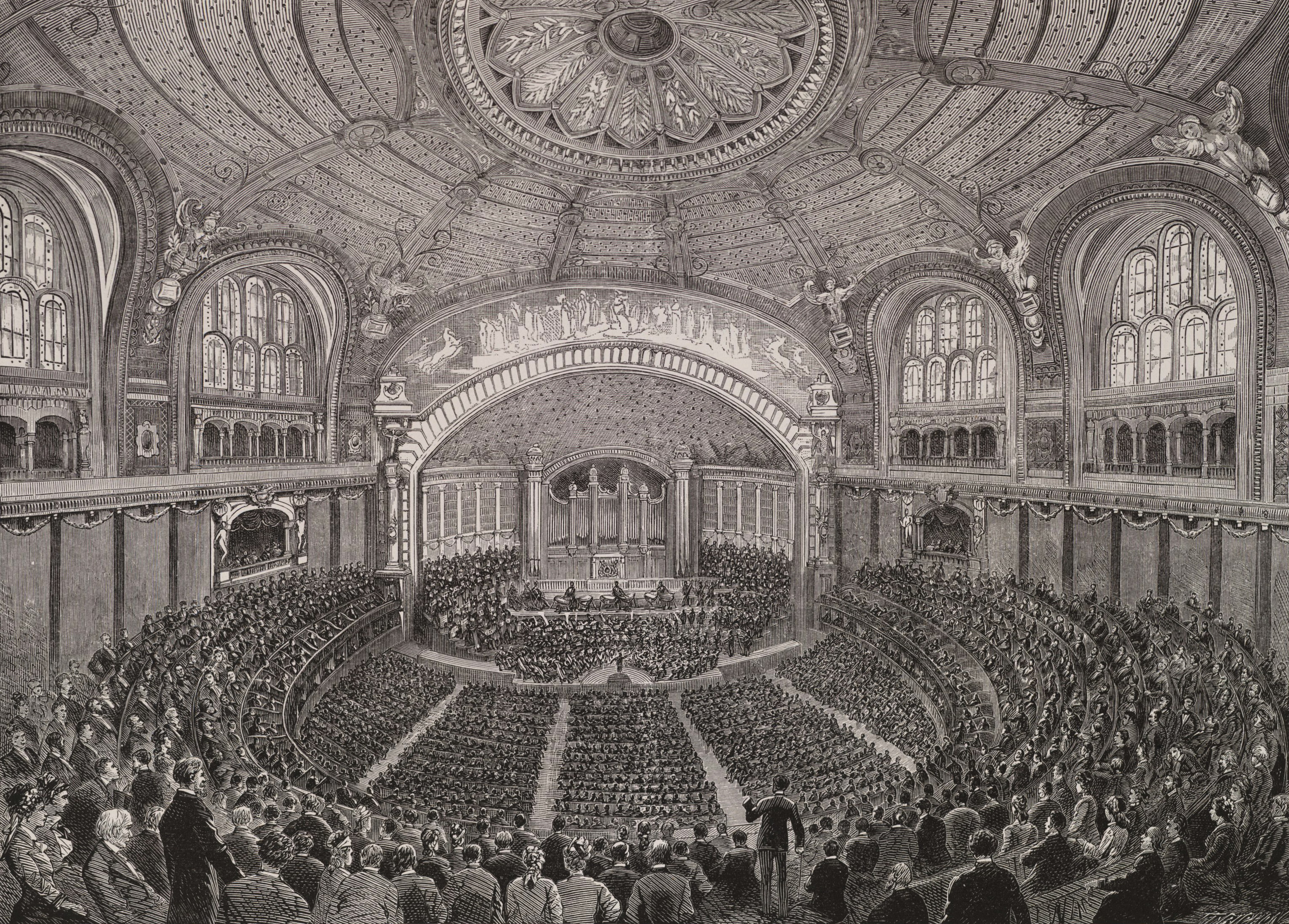
La salle des fêtes en 1879.

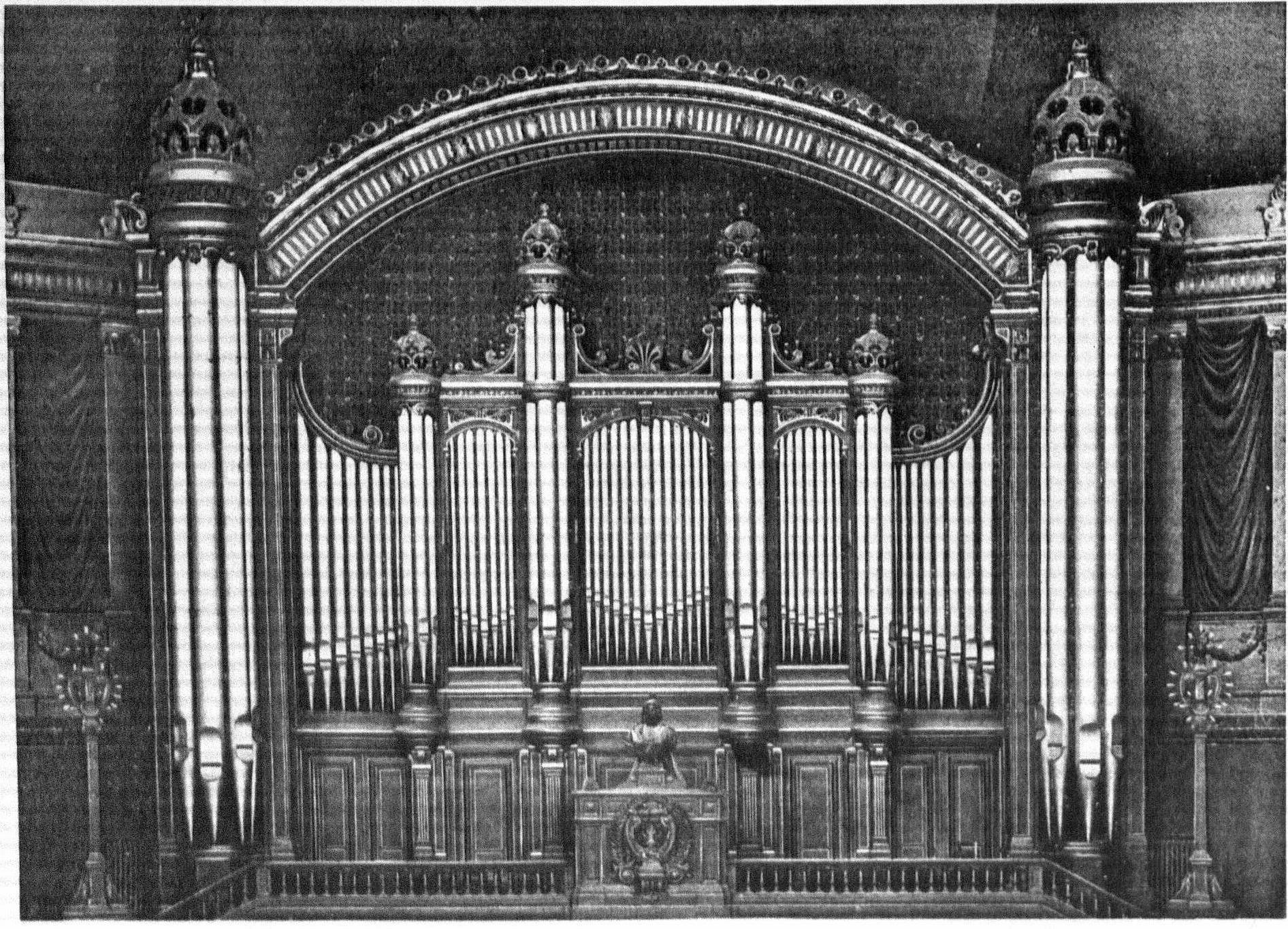
L'orgue en 1878.

L'immense salle des fêtes du palais, semi-circulaire, contenant 4 600 places (contre 10 000 places prévues initialement), accueille des concerts et des conférences.
Il s'agit alors de la plus grande salle de Paris (le double de l'opéra Garnier). Elle est accessible depuis la place du Trocadéro, après le passage d'un vestibule éclairé par une verrière. La décoration de la salle est confiée à Charles Lameire, qui peint la grande frise surplombant la scène : La France sous les traits de l'Harmonie accueille les Nations. Percée de neuf baies vitrées (technique architecturale moderne à l'époque) éclairant directement la grande estrade, la salle est couronnée par un dôme, surplombé à l'extérieur par une statue d'Antonin Mercié, La Renommée, alors que plus bas une galerie de sculptures ponctue la façade.
Le 8 juin 1878, un journaliste de l'hebdomadaire Le Monde artiste écrit à propos du premier concert officiel présenté dans la salle : elle est « véritablement grandiose […], d'une richesse qui frise la prodigalité. Pleine comme elle l'était jeudi, cette salle offrait un coup d'œil féerique. Presque tous les messieurs en toilette de cérémonie, les dames faisant assaut de grâce, de fleurs et de diamants… On est fort bien dans cette salle […]. Nous pensons seulement que la grave question de l'acoustique devra être encore étudiée, et nous ne sommes pas les seuls à le penser ». Le toit de la salle est soutenu par une charpente métallique de 50 mètres de diamètre ; Gabriel Davioud la décrit ainsi : « 12 arbalétriers réunis à leurs pieds par une ceinture de tôles et de fers corniers s'opposant à leur écartement. Ils étaient joints en tête par un anneau de 15 mètres de diamètre destiné à supporter la grande lanterne. La hauteur totale de ces charpentes devait être de 25 mètres, ce qui portait la hauteur du sommet de la lanterne au-dessus du sol du rez-de-chaussée à 57 mètres ».

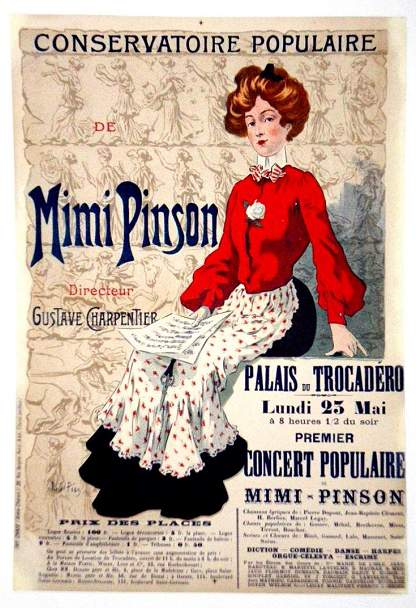
Affiche d'un concert populaire de Mimi Pinson se tenant au palais du Trocadéro en 1903.

Elle abrite un orgue construit par le facteur Aristide Cavaillé-Coll, au milieu d'un buffet conçu par Raulin et Dumas. Inauguré le 8 août 1878 par Alexandre Guilmant, il était à l'origine destiné à l'église Notre-Dame-d'Auteuil (il a été amplifié lors de son transfert). Malgré ses 66 jeux, 72 registres, 1 470 tuyaux et 32 pieds, il ne s'agit pas du plus grand orgue de France, mais bien du premier orgue de concert installé dans le pays. Cet instrument sera transféré dans un premier temps au nouveau palais de Chaillot, avant de partir définitivement pour Lyon, y devenant l'orgue de l'Auditorium Maurice-Ravel.
C'est dans son enceinte qu'est jouée pour la première fois la Symphonie avec orgue de Camille Saint-Saëns. La salle devient connue pour abriter des concerts d'orgue, puis de récitals, même si sa mauvaise réputation sonore et technique (trop grande place de l'orgue, manque de loges, absence de dégagements scéniques, quasi-impossibilité de moduler l'éclairage, évacuation difficile en cas de sinistre, etc.) fait finalement fuir les orchestres prestigieux comme populaires, rendant son remplissage difficile vu sa grandeur. Lors de l'exposition universelle de 1878, la moyenne d'auditeurs se situe à 3 000 personnes, pour une salle qui peut en contenir 4 600. En 1920, le metteur en scène Lugné-Poe déclare : « la salle du Trocadéro est effroyable. C'est une salle de congrès et point une salle de théâtre […] : le plus sûr moyen de tuer de jeunes comédiens est de les faire jouer dans cette salle, à laquelle seuls quelques chanteurs peuvent résister ». Après 1878, mis à part des concerts d'orgues, la salle accueille en réalité surtout des congrès politiques et d'associations républicaines, comme la fête des Écoles le 13 juillet 1880.
En avril 1920, Pierre Rameil, rapporteur du budget des Beaux-arts, annonce la transformation du Trocadéro en Théâtre national populaire dirigé par Firmin Gémier. Sa localisation, loin des quartiers populaires, et le caractère de la salle, peu propice au théâtre, font revoir ces ambitions à la baisse, malgré quelques succès, avant de devenir une coquille vide : « quand Gémier meurt, en 1933, le Théâtre national populaire n'est plus qu'un intitulé vide de sens, un mauvais garage à spectacle sans prestiges ».

### Jardins et ornements

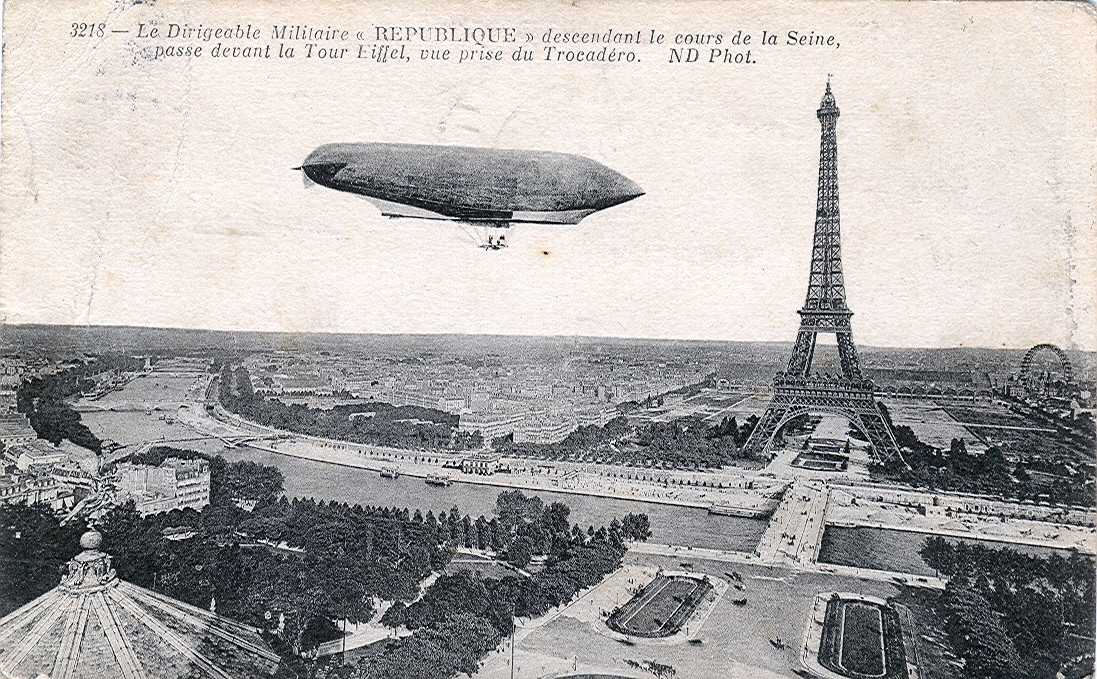
Un dirigeable survolant les jardins du Trocadéro, en 1908-1909.

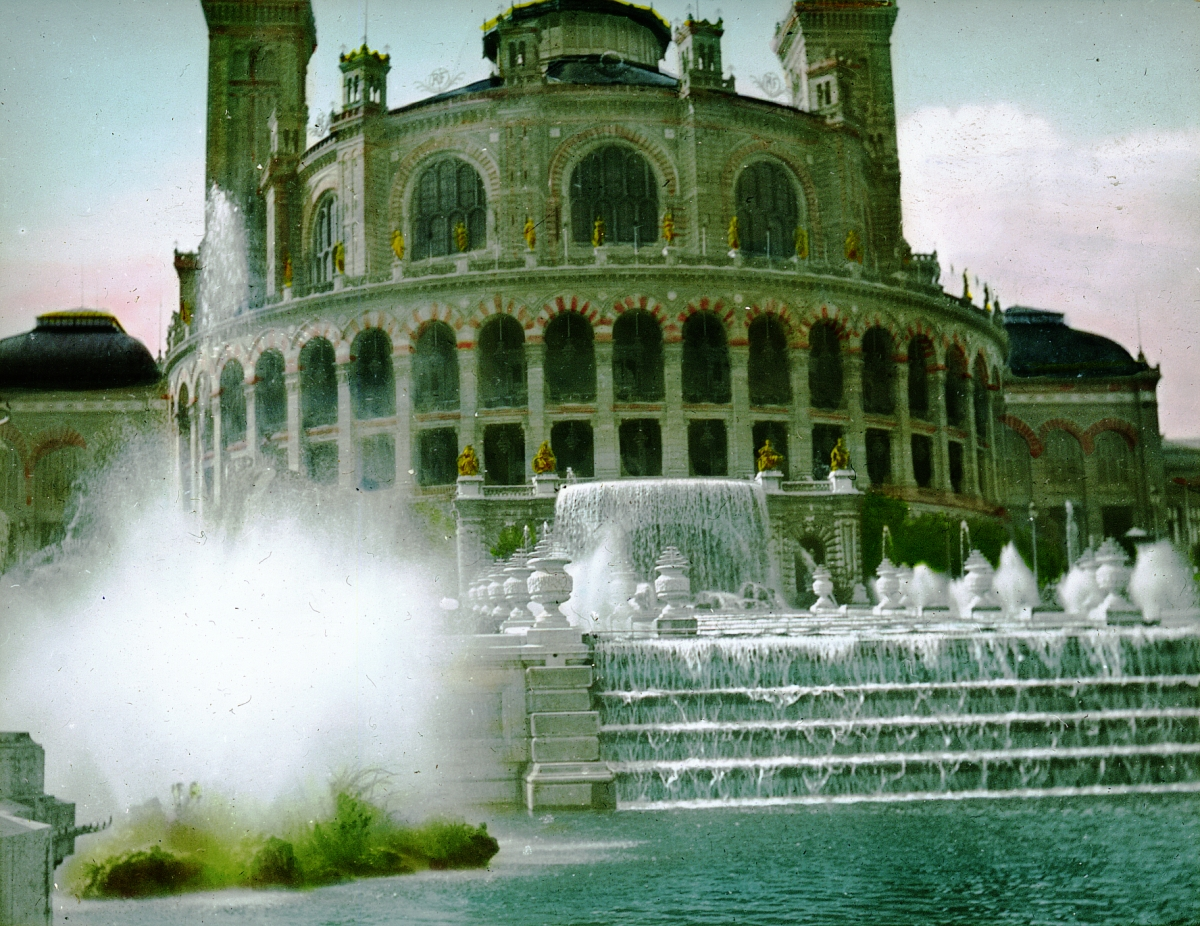
La fontaine en 1900.

L'ingénieur Adolphe Alphand, spécialiste des jardins parisiens et des mises en scène de cascades, est responsable des espaces extérieurs. Les jardins sont organisés autour d'une fontaine en cascade. Ils comptent une dizaine de statues, dont quatre d'animaux, Le Bœuf d'Auguste Caïn, Le Cheval à la Herse de Pierre Louis Rouillard, Le Jeune éléphant pris au piège d'Emmanuel Frémiet et Le Rhinocéros d'Henri-Alfred Jacquemart, qui font face à la Seine et au palais du Champ-de-Mars construit en face par Léopold Hardy pour l'exposition de 1878.
De nombreuses sculptures ornent le palais du Trocadéro, notamment côté jardin, sur l'édifice, ainsi que dans le parc. Six allégories des continents bordent la terrasse surplombant les jardins (Amérique du Nord, Amérique du Sud, Océanie, Afrique, Asie et Europe). Le grand bassin en cascade est encadré par quatre statues animalières en fonte de fer recouverts d'une couche dorée (un éléphant, un rhinocéros, un bœuf et un cheval). Du côté de la place du Trocadéro, une série de statues était prévue sur le mur pignon, mais leur absence des photographies du palais laissent à penser qu'elles n'ont pas été réalisées. La Renommée, réalisée par Mercié, est une statue de « femme ailée, drapée et sonnante », qui couronne le grand dôme de la salle des fêtes.

### Devenir des parties démontées
Si la structure générale des ailes et certains soubassements sont conservés (notamment les galeries souterraines dessinées par Viollet-le-Duc qui subsistent), les ornements sont enlevés et déplacés.
- Les statues des continents (en fonte de fer, doré à l'origine) et celles des animaux sont maintenant sur le parvis du musée d'Orsay[44], sauf celle du bœuf (abusivement présentée comme un taureau), qui se trouve dans la ville tauromachique de Nîmes.
- Sept mascarons des fontaines de Rodin se trouvent au parc de Sceaux. Les 14 mascarons du jardin des serres d'Auteuil ne proviennent pas du démontage[45].
- « Les trente statues de pierre monumentales personnifiant les sciences, les arts et les techniques qui couronnaient la haute terrasse de la grande salle [… sont] dispersées à travers la France, depuis Ligny-en-Barrois (Meuse) pour l’Ethnographie et la Chimie, jusqu'à Nantes (Loire-Atlantique) pour la Sculpture, l’Industrie forestière, la Botanique et l’Agriculture, ou encore Agde (Hérault) pour la Navigation ». L'agence de photographie Keystone note avant leur démantèlement qu'elles semblent « jeter un dernier coup d'œil sur Paris avant de s'en aller »[46]. L'Uranie d'Adolphe Itasse[47] a été attribuée à la ville de La Roche-sur-Yon. Elle est visible au square Bayard depuis l'été 1936[48].
- Une verrière du palais représentant l'histoire de la céramique est présentée à la Cité du Vitrail de Troyes[49],[50].

#### Galerie des statues

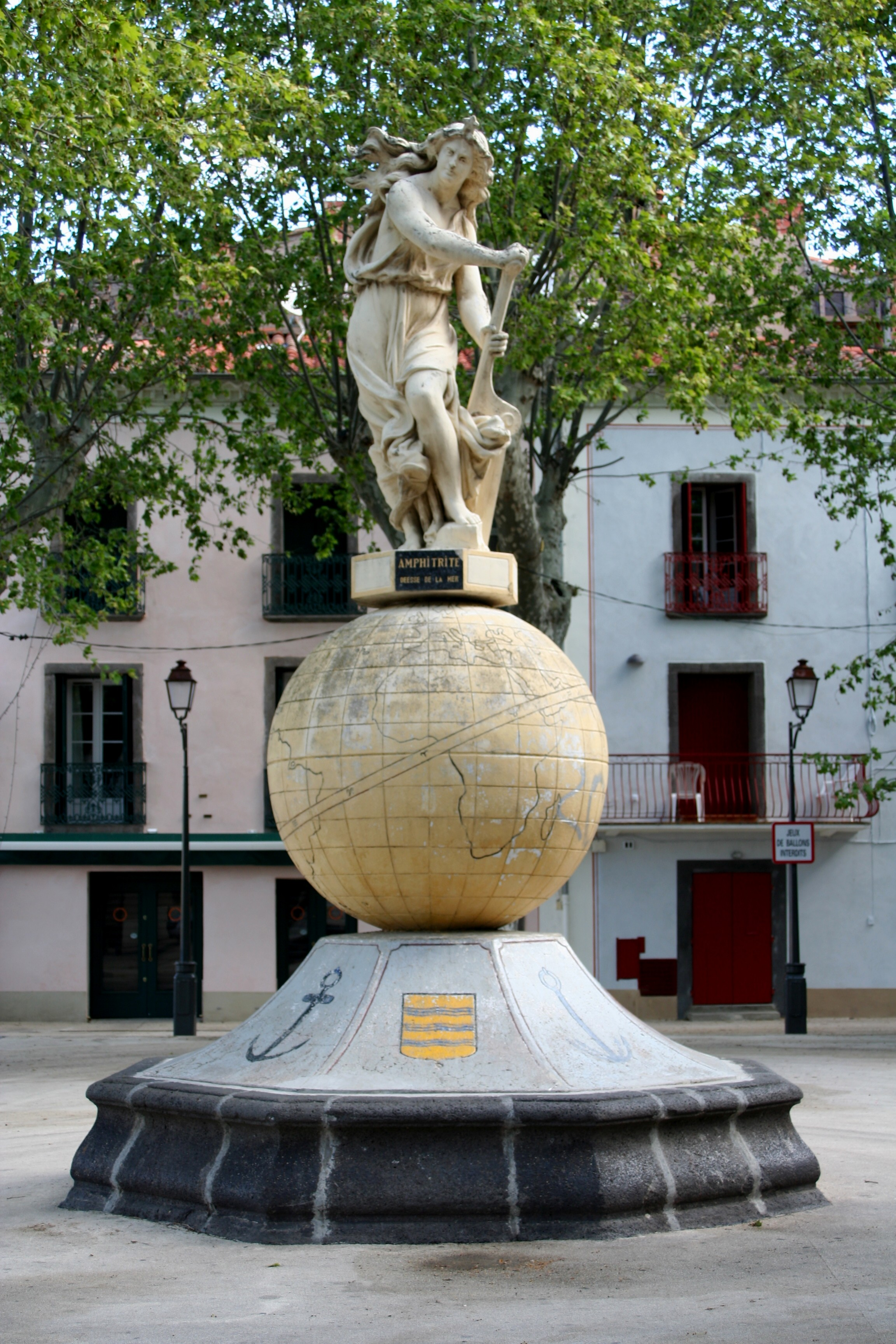
La navigation par Léon François Chervet ornait le fronton du palais. Rebaptisée Amphitrite, elle est à présent place de la Marine, à Agde.
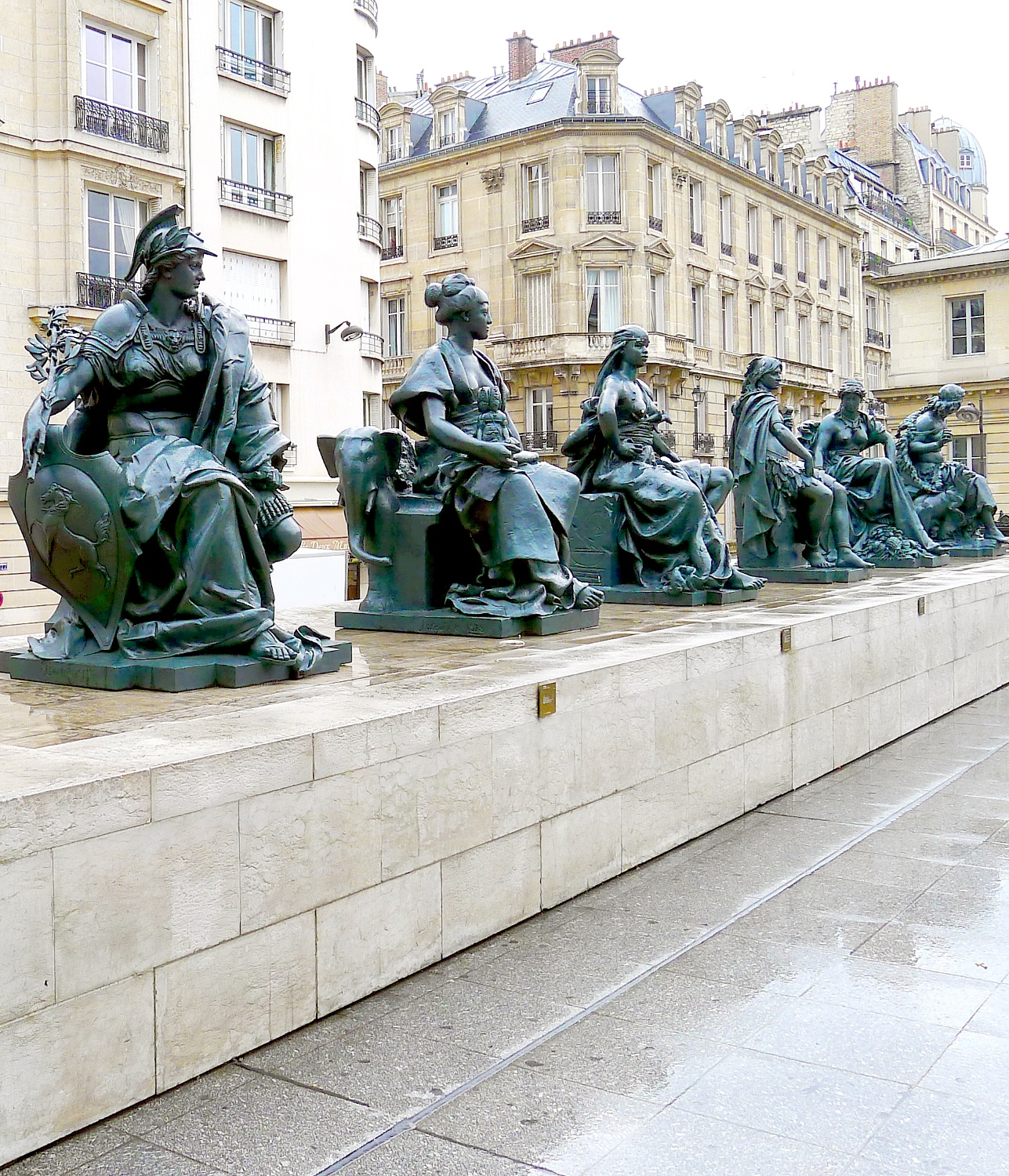
Les Statues des six continents, désormais devant le musée d'Orsay.

Les statues des Continents ornaient la tribune d’honneur, en façade du palais du Trocadéro. En 1935, elles sont envoyées à Nantes. À la suite de la construction d’un parc de stationnement, en 1963, elles sont remisées sur un terrain vague aux abords de la ville. Grâce à l’échange avec le musée d'Arts de Nantes, du tableau Printemps pluvieux d’Alfred Sisley, les 6 statues sont sauvegardées. Elles sont réinstallées, en 1985, sur l'esplanade du musée d'Orsay, le long de la rue de Lille.

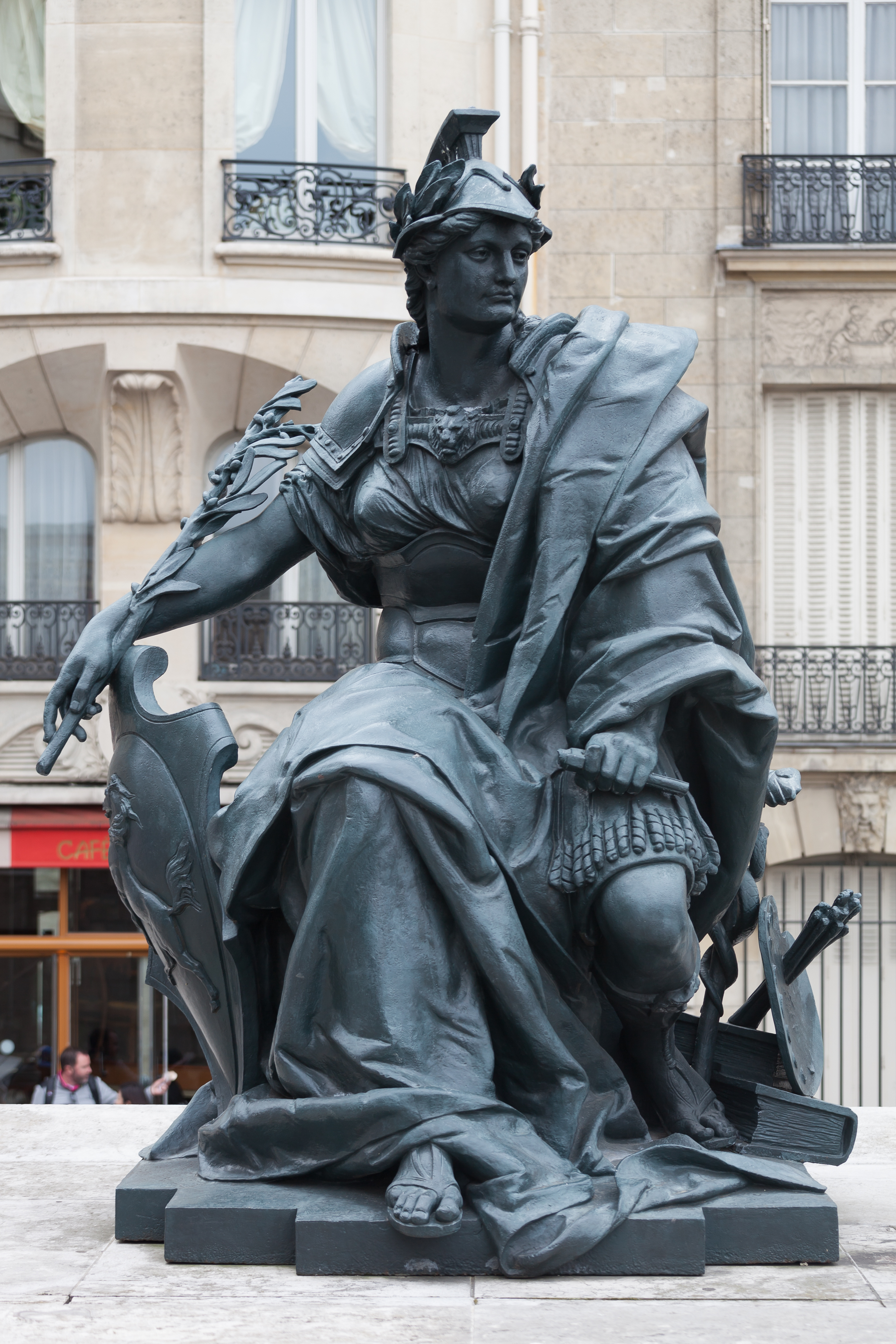
L'Europe par Alexandre Schoenewerk.
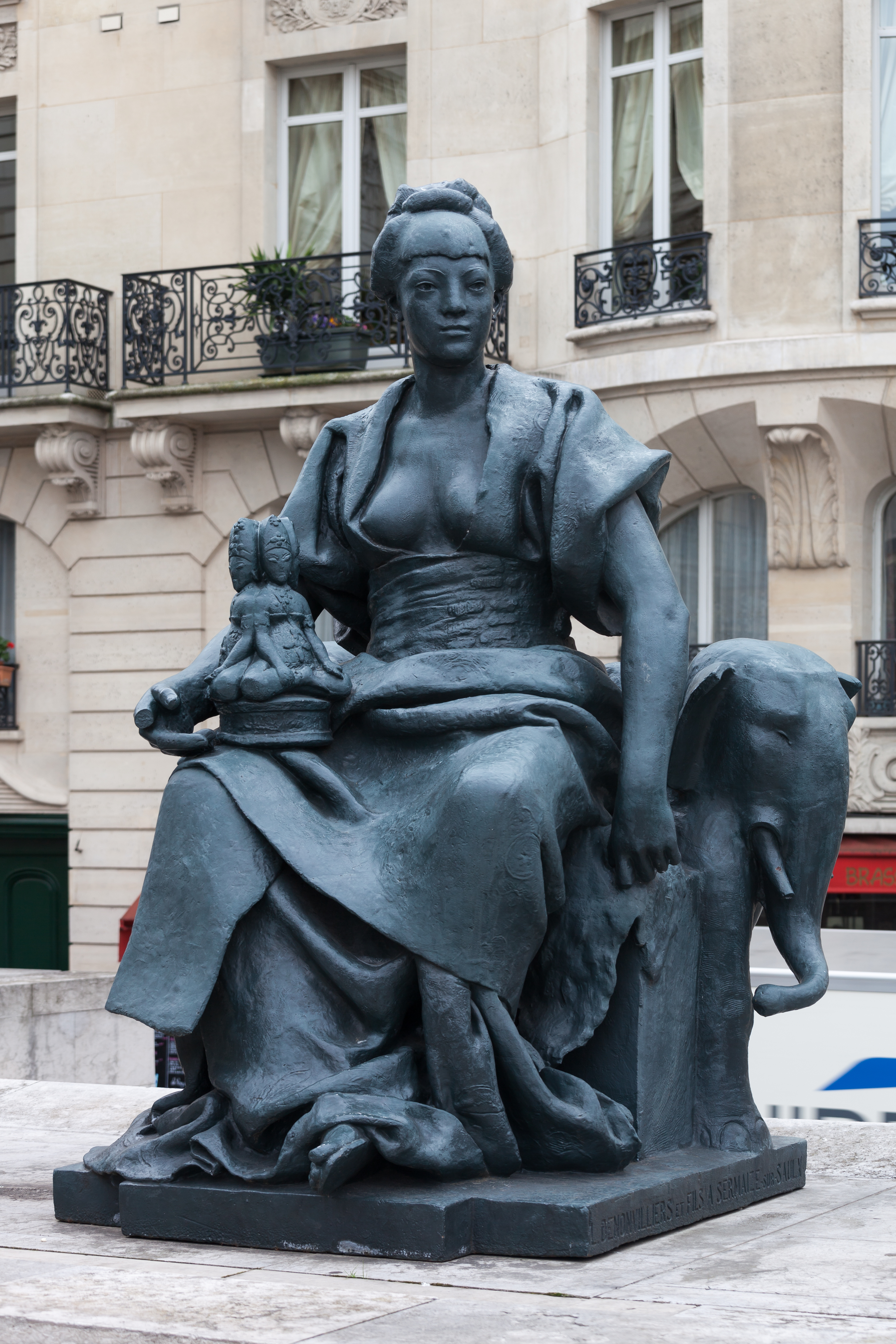
L'Asie par Alexandre Falguière.
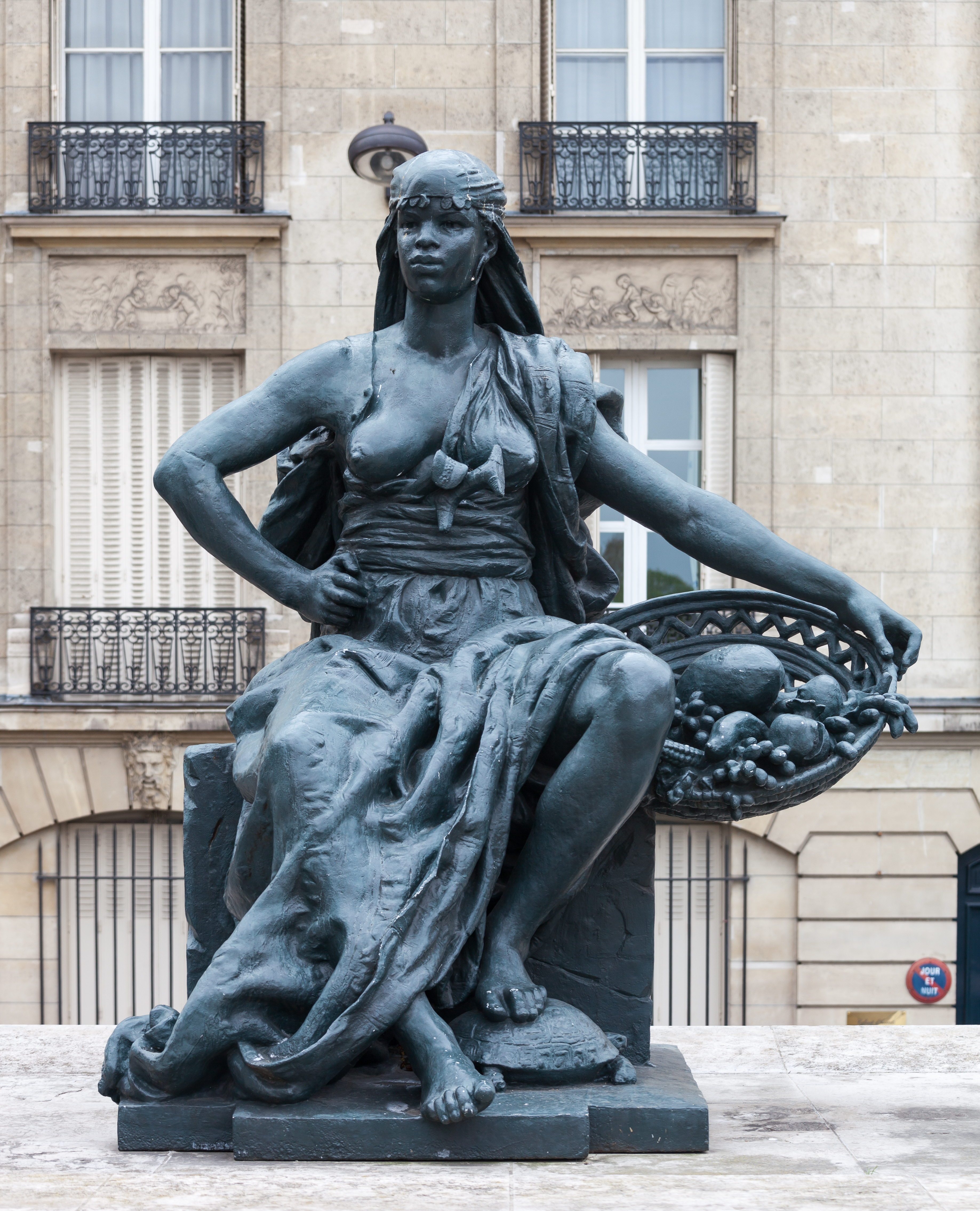
L'Afrique par Eugène Delaplanche.
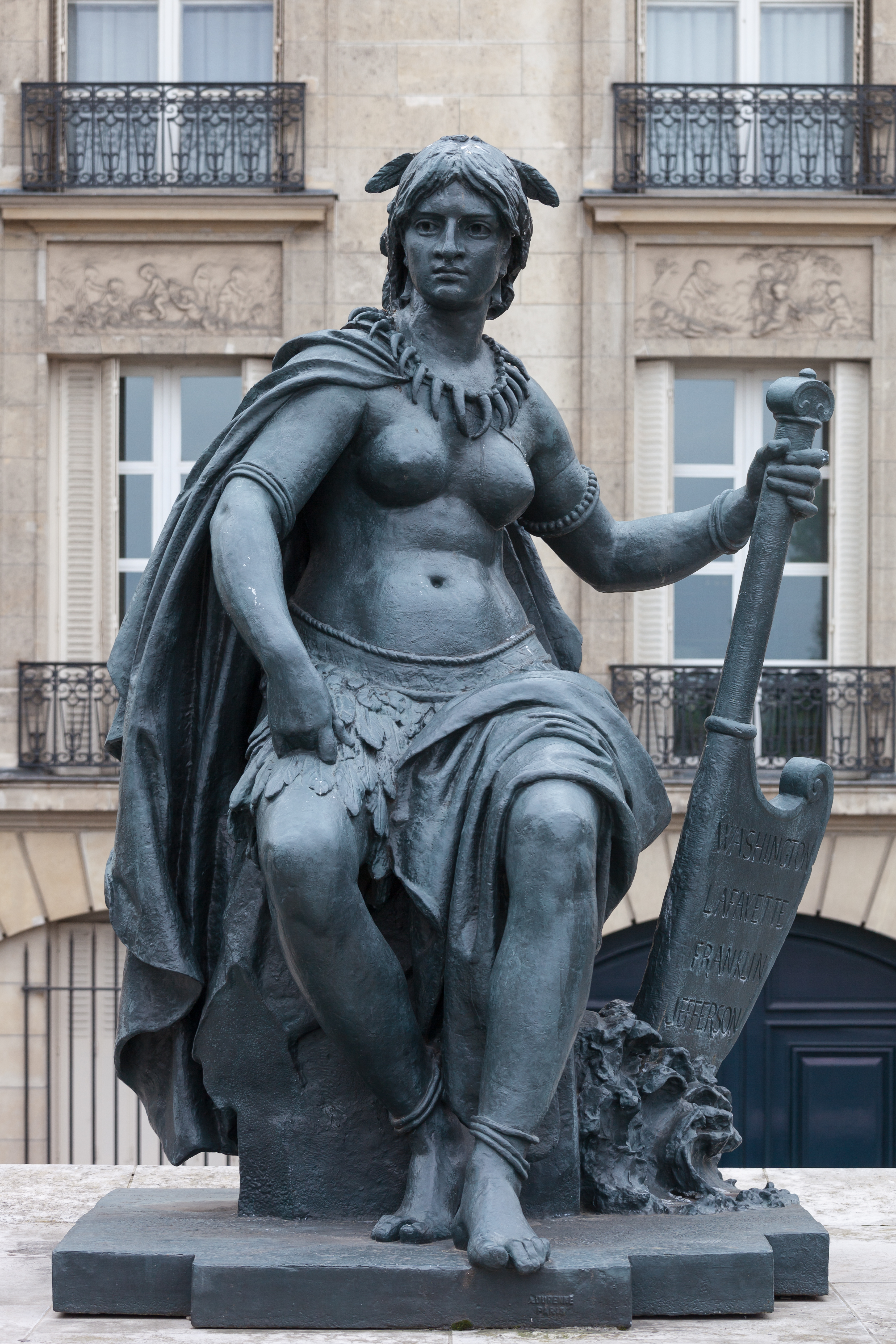
L'Amérique du Nord par Ernest-Eugène Hiolle.
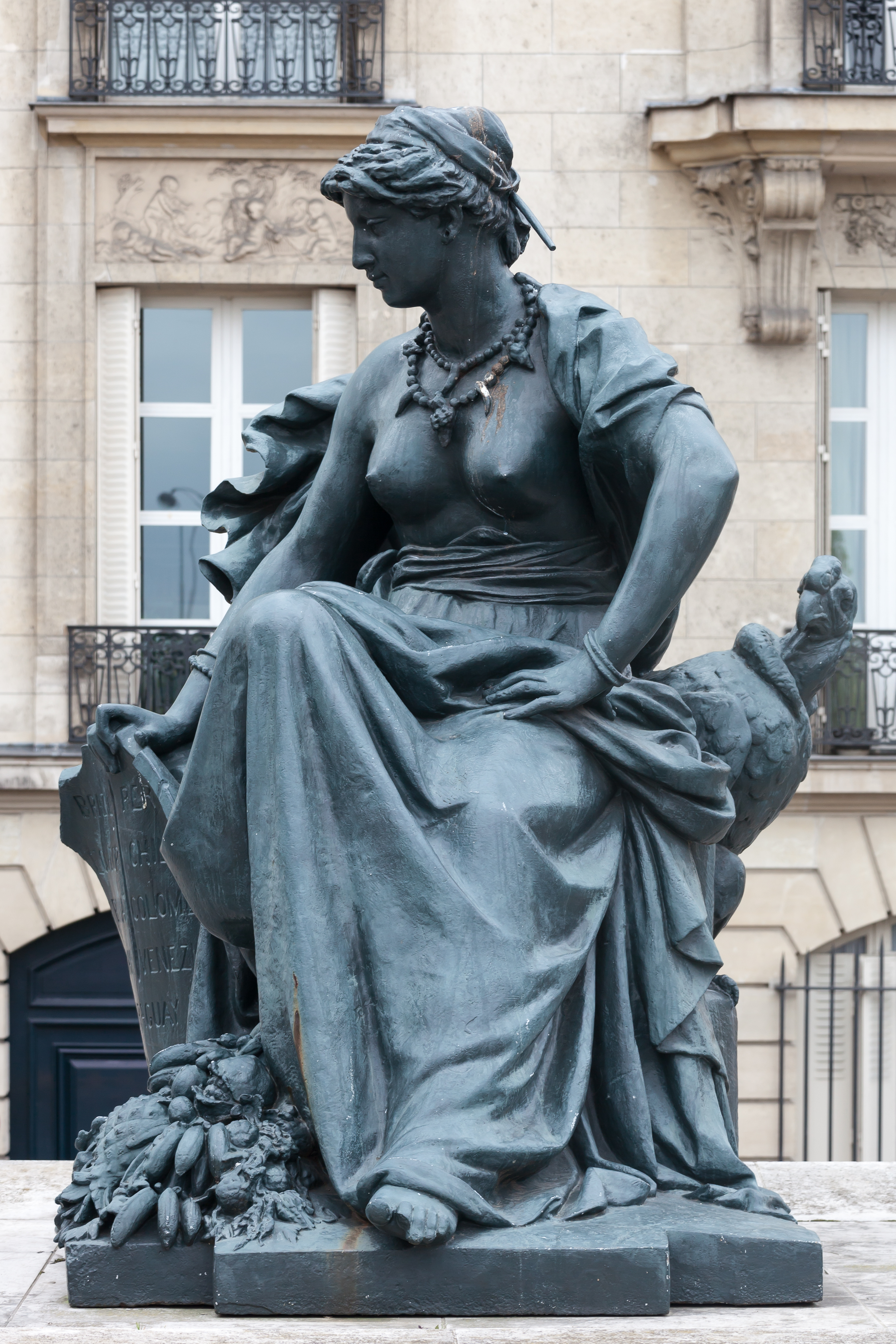
L'Amérique du Sud par Aimé Millet.
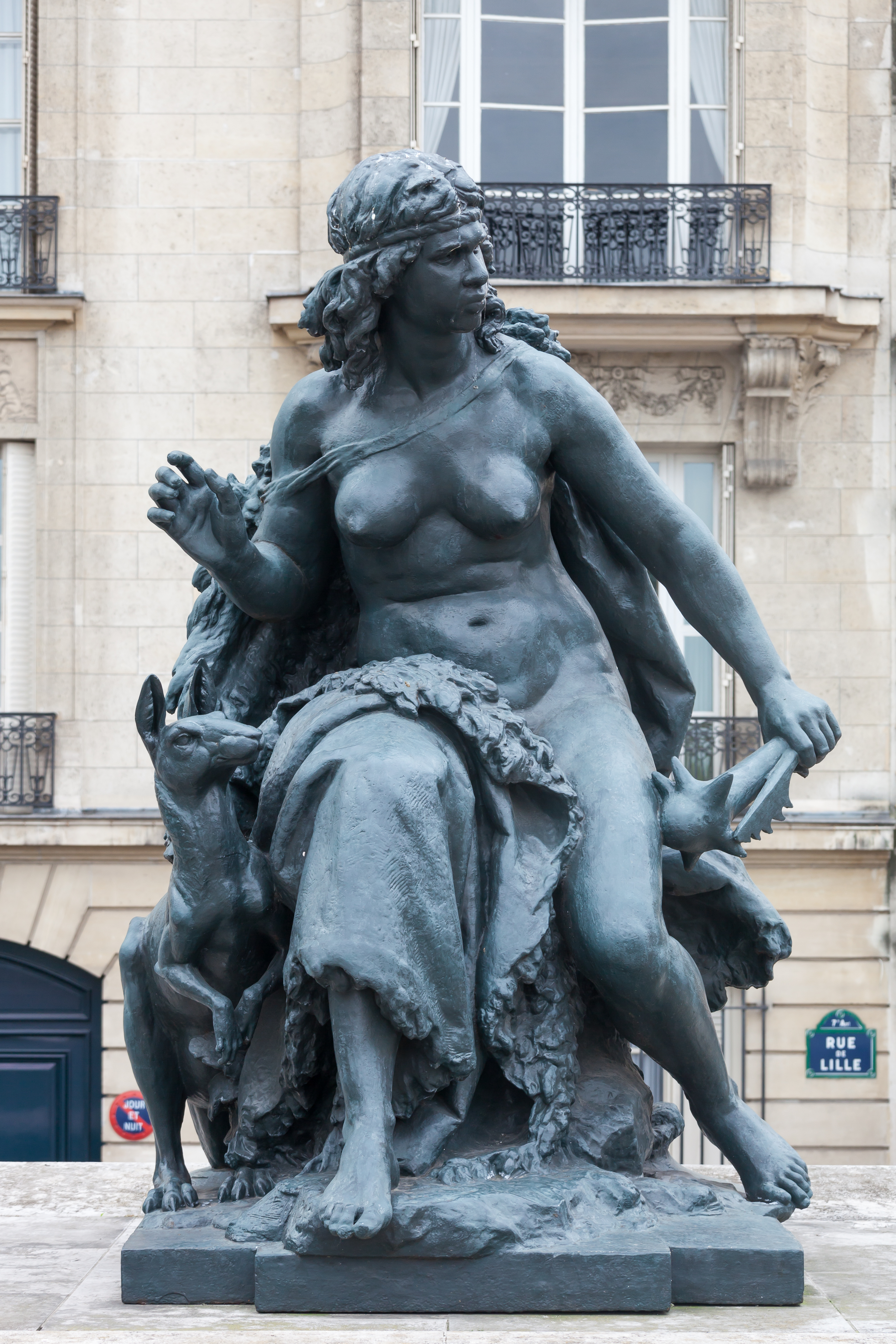
L'Océanie par Mathurin Moreau.

Trois des quatre statues monumentales d'animaux qui entouraient la fontaine du Trocadéro ont également trouvé leur place sur le parvis d'Orsay à la même époque : le rhinocéros, le cheval à la herse et l'éléphant. De 1935 à 1985, elles étaient exposées place de la Porte-de-Saint-Cloud (16e arrondissement), avant d'être restaurées l'année suivante à la fonderie de Coubertin à Saint-Rémy-les-Chevreuse,,,. Quant à celle du bœuf (présenté à tort comme un taureau), elle se trouve à Nîmes depuis 1937, boulevard Jean-Jaurès. Contrairement à une légende tenace, Les Taureaux d'Isidore Bonheur, devant le parc Georges-Brassens (15e arrondissement), ne viendraient pas du Trocadéro.

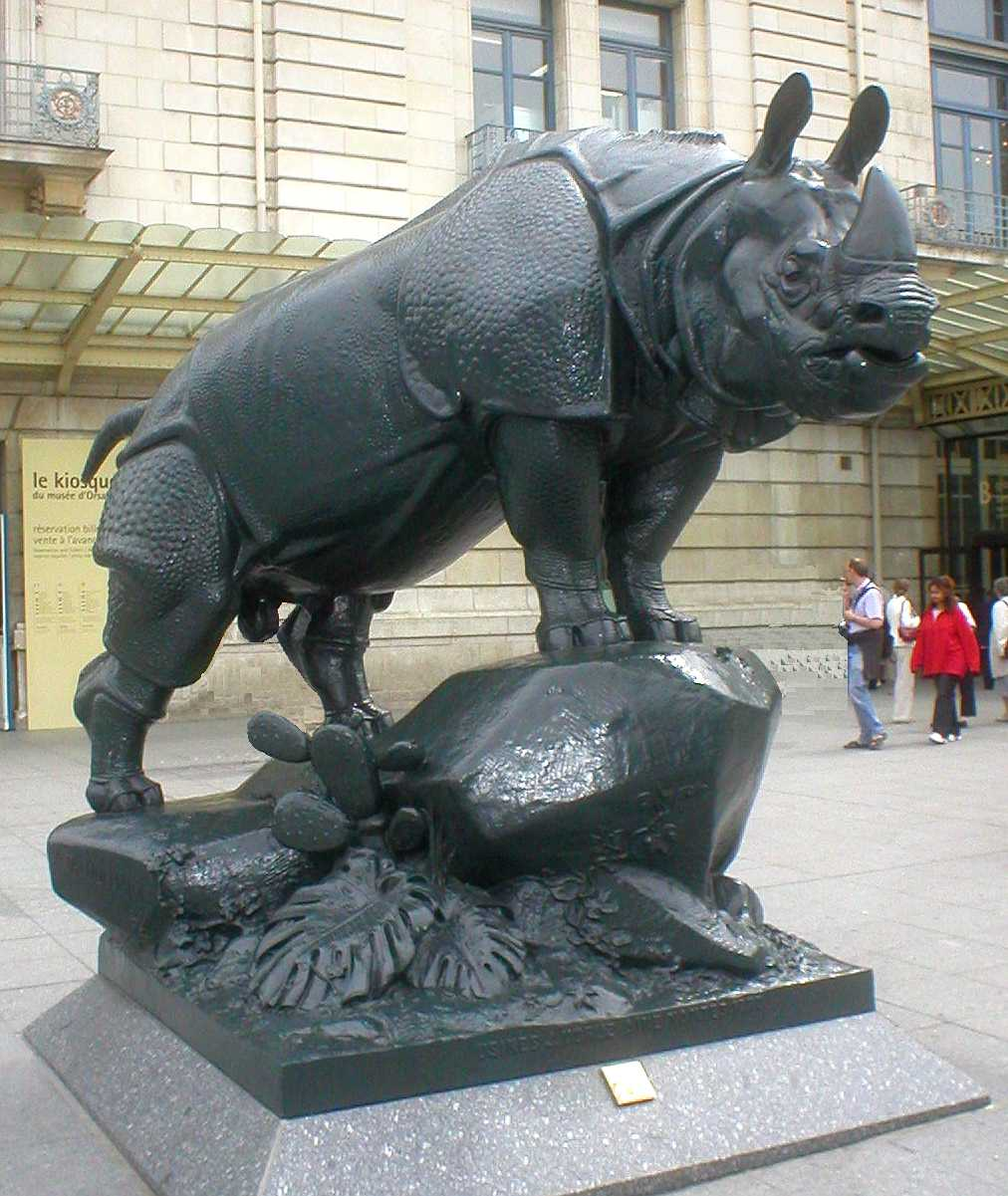
Le rhinocéros par Henri-Alfred Jacquemart.
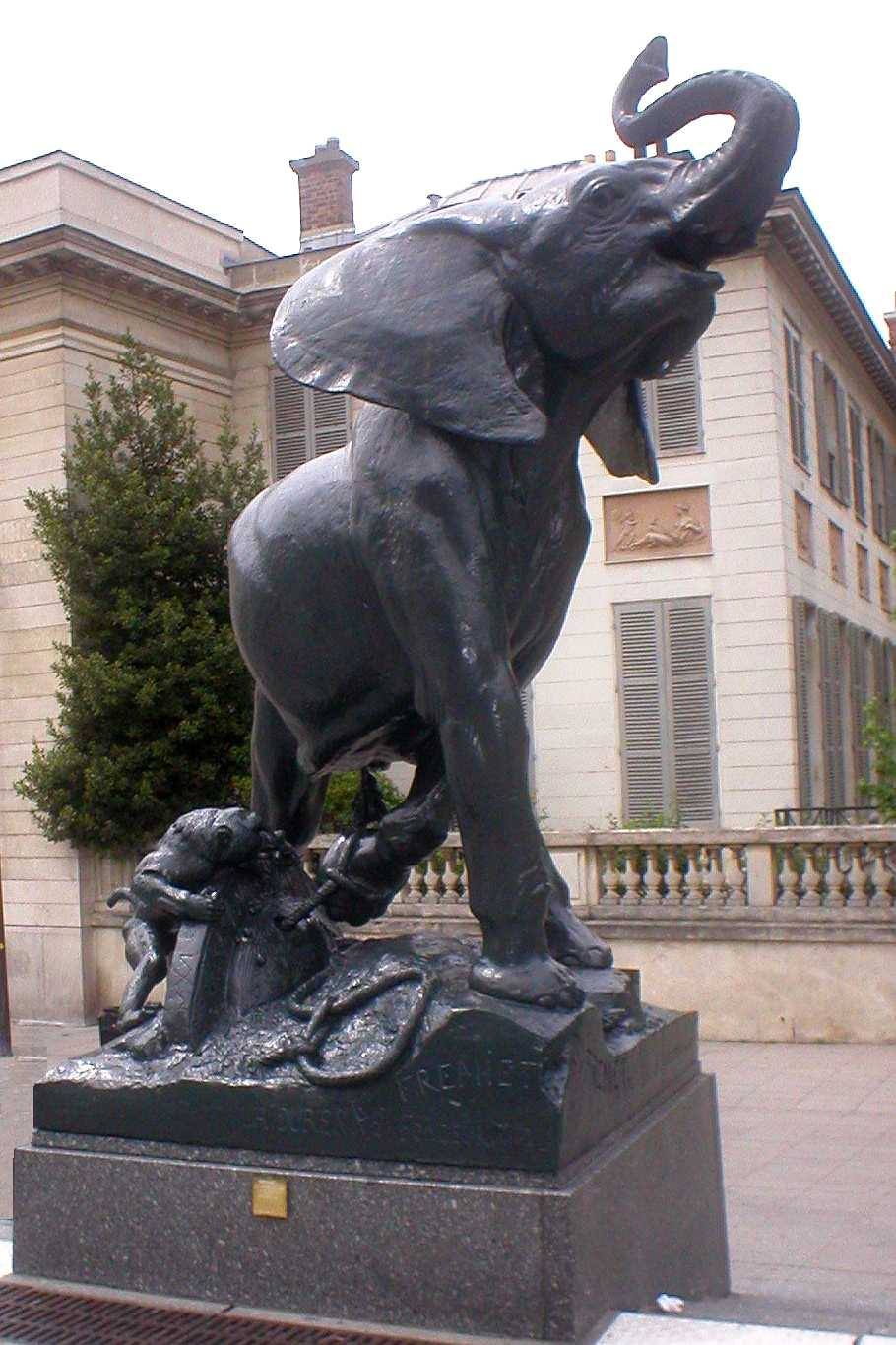
Jeune éléphant pris au piège par Emmanuel Frémiet.
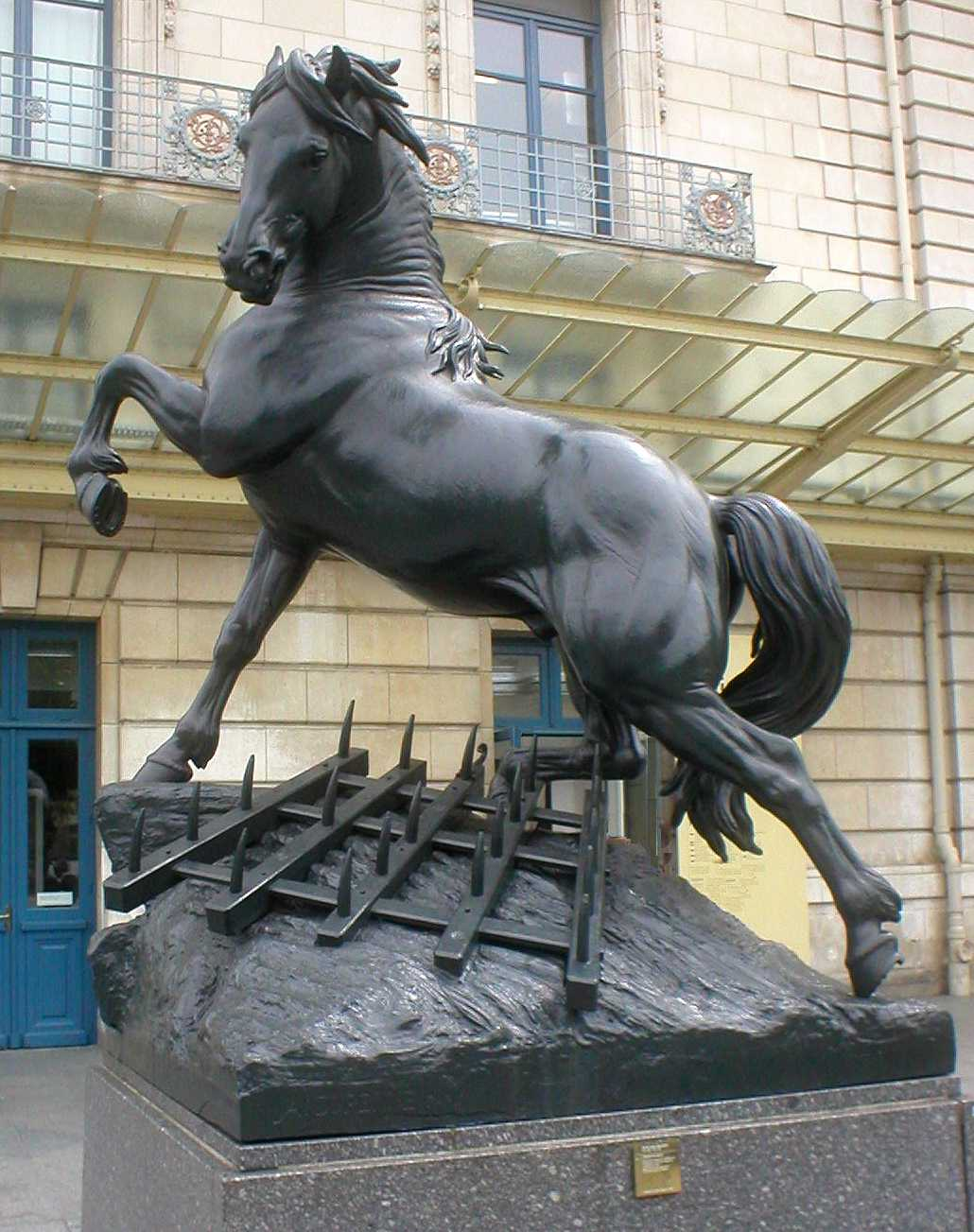
Le cheval à la herse par Pierre Louis Rouillard.

## Regards de contemporains

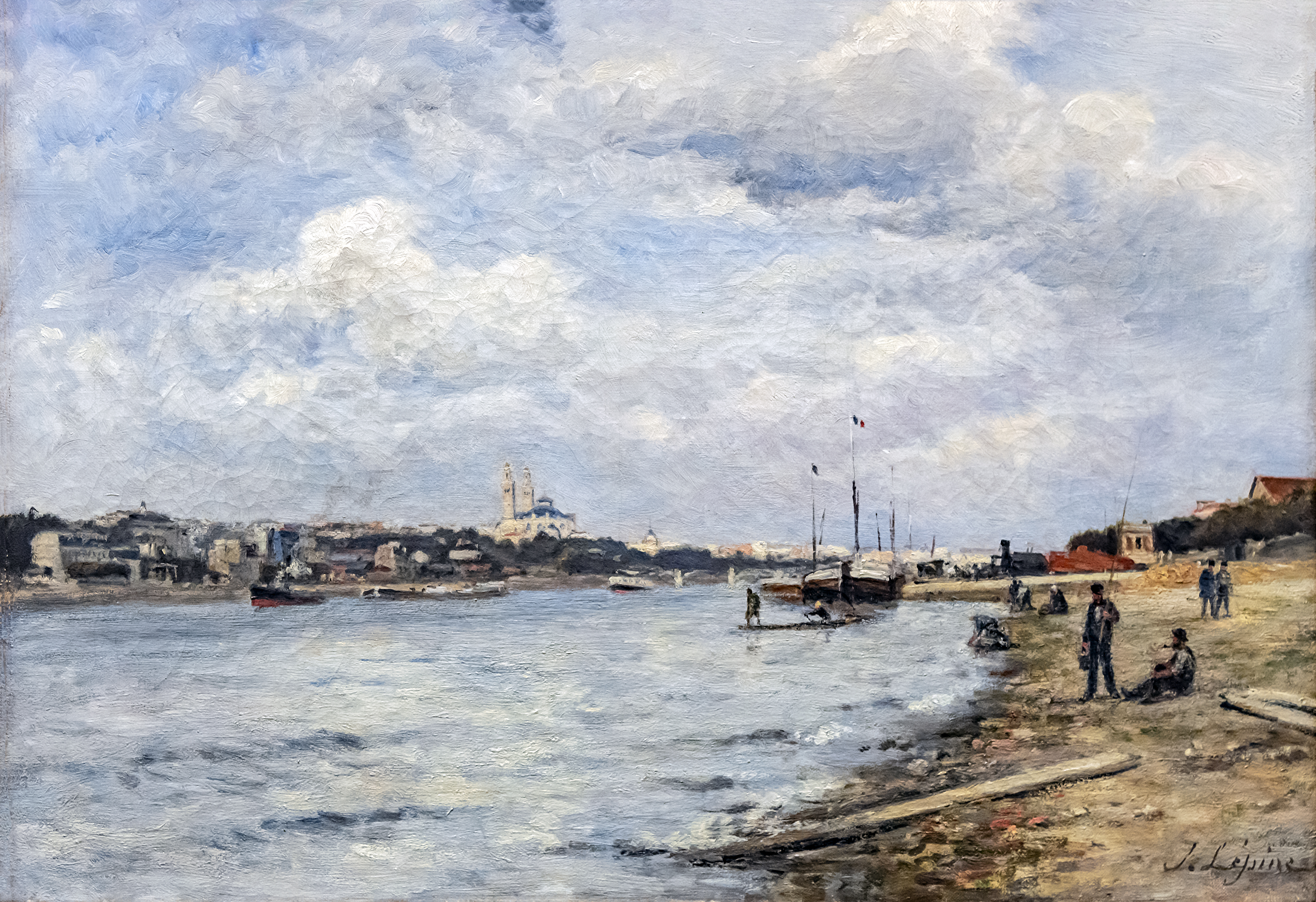
La Seine, le Trocadéro et le pont de Grenelle, vus du quai de Javel,
Stanislas Lépine, 1880-1885,
Fondation Bemberg.

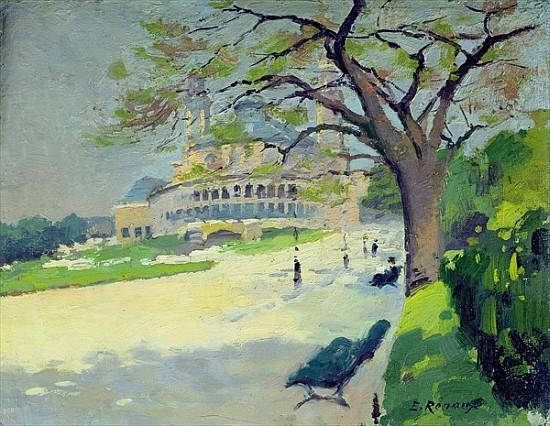
Le palais du Trocadéro et ses jardins sur une peinture de Jules Ernest Renoux (date inconnue).

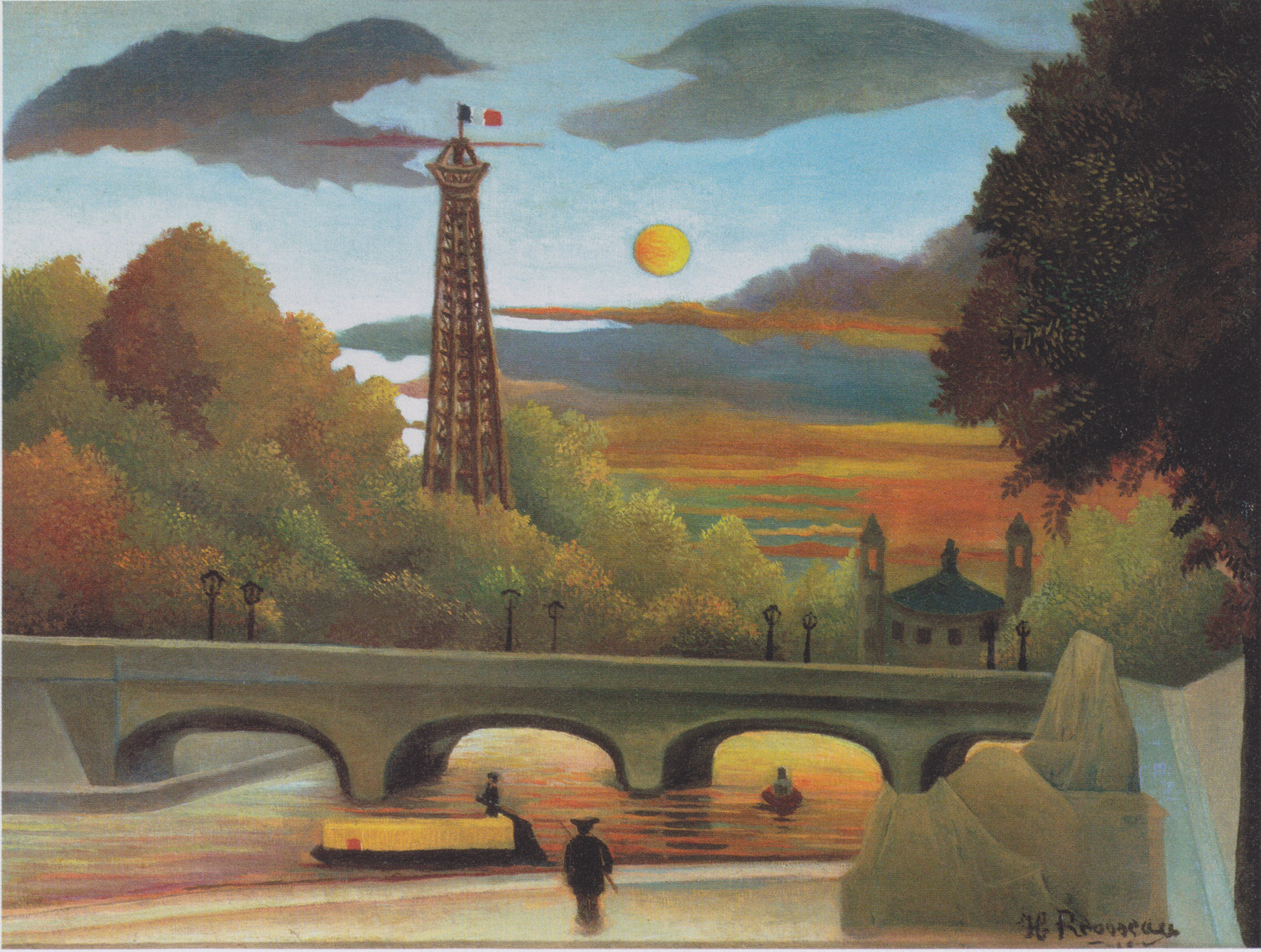
Vue de la Seine avec, au loin, le palais du Trocadéro, par le peintre Henri Rousseau (1910).

Dès la construction du palais du Trocadéro et bien après, des contemporains commentent le style du bâtiment, pour s'en étonner, s'en indigner ou, au contraire, en faire l'éloge :
- 1878 : le journaliste Gabriel Lafaille expose sa joie dans le Journal hebdomadaire de l'exposition universelle : « L'architecture contemporaine a trouvé son Panthéon. C'est un fait acquis maintenant : le XIXe siècle a une architecture »[10].
- 1878 : un journaliste à La Revue de France : « C'est assyrien, ou mauresque, ou byzantin, mais c'est haut […]. Ce n’est là le style d'aucune époque, quoique ce soit celui de toutes les écoles. La silhouette […] ressemble avec ses deux minarets à un immense bonnet d'âne avec ses deux grandes oreilles »[10].
- 1878 : l'architecte du palais Gabriel Davioud : les tours « portant à leur sommet un belvédère monumental, surmonté d'un dôme doré, […] souvenir de la Giralda et de la tour du palais-vieux à Florence [montraient] au loin dans Paris et hors Paris les bâtiments de l'exposition universelle ; semblables aux clochers qui appellent le chrétien dans les temples, aux minarets qui annoncent la prière en Orient et aux beffrois qui jadis assemblaient les citoyens sur la place publique [ces belvédères provoquaient] la foule aux spectacles de la lutte pacifique des nations »[57].
- 1878 : le critique d'art Charles Blanc : « Ce qui rachète sensiblement l'obésité du palais au centre du plan, c'est la hauteur des deux tours dont il est flanqué. Quand un homme est gros, il le paraît moins s'il est de haute taille »[10].
- 1888 : un journaliste au Temps, depuis le deuxième étage de la Tour Eiffel lors de l'illumination de la tour Eiffel : « La foule au Trocadéro est immense. […] Le Trocadéro s'étend devant nous, ouvrant ses bras lumineux, agrandis par les girandoles coloriées, à travers lesquelles on entend la chute d'eau couler avec un bruit harmonieux et clair »[58].
- 1889 : Dans Certains, Joris-Karl Huysmans compare : « cet incohérent palais […] à un ventre de femme hydropique couchée la tête en bas élevant en l'air deux maigres jambes chaussées de bas à mules d'or »[10].
- 1927 : Dans La Prisonnière, Marcel Proust écrit : « Pourquoi, dans une belle journée, détacher ses yeux du Trocadéro, dont les tours en cou de girafe font penser à la chartreuse de Pavie »[10].

## Dans la culture populaire
Le palais du Trocadéro apparaît dans les films Douce de Claude Autant-Lara (1943), Gigi (1949), Un long dimanche de fiançailles (2004), Les Aventures extraordinaires d'Adèle Blanc-Sec (2010), Journal d'une femme de chambre (2015), Eiffel (2021), dans le jeu vidéo The Saboteur (2009) et dans le film d'animation Ballerina (2016).